# Saint-Antonin-Noble-Val
Pour les articles homonymes, voir Saint-Antonin.
Saint-Antonin-Noble-Val est une commune française située dans le nord-est du département de Tarn-et-Garonne, en région Occitanie. Sur le plan géologique, historique et culturel, la commune est dans le causse de Caylus, au sud du causse de Limogne, occupant une situation de carrefour à la limite du Quercy et du Rouergue.
Exposée à un climat océanique altéré, elle est drainée par l'Aveyron, la Bonnette, le Bombic, le ruisseau de daudou, le ruisseau de la Gourgue, le ruisseau de Lauger et par divers autres petits cours d'eau. La commune possède un patrimoine naturel remarquable : trois sites Natura 2000 (les « gorges de l'Aveyron, causses proches et vallée de la Vère », Les « vallées du Tarn, de l'Aveyron, du Viaur, de l'Agout et du Gijou » et la « forêt de Grésigne et environs »), un espace protégé (le « cours de la Garonne, de l'Aveyron, du Viaur et du Tarn ») et huit zones naturelles d'intérêt écologique, faunistique et floristique.
Saint-Antonin-Noble-Val est une commune rurale qui compte 1 951 habitants en 2022, après avoir connu un pic de population de 5 605 habitants en 1793. Ses habitants sont appelés les Saint-Antoninois ou Saint-Antoninoises.

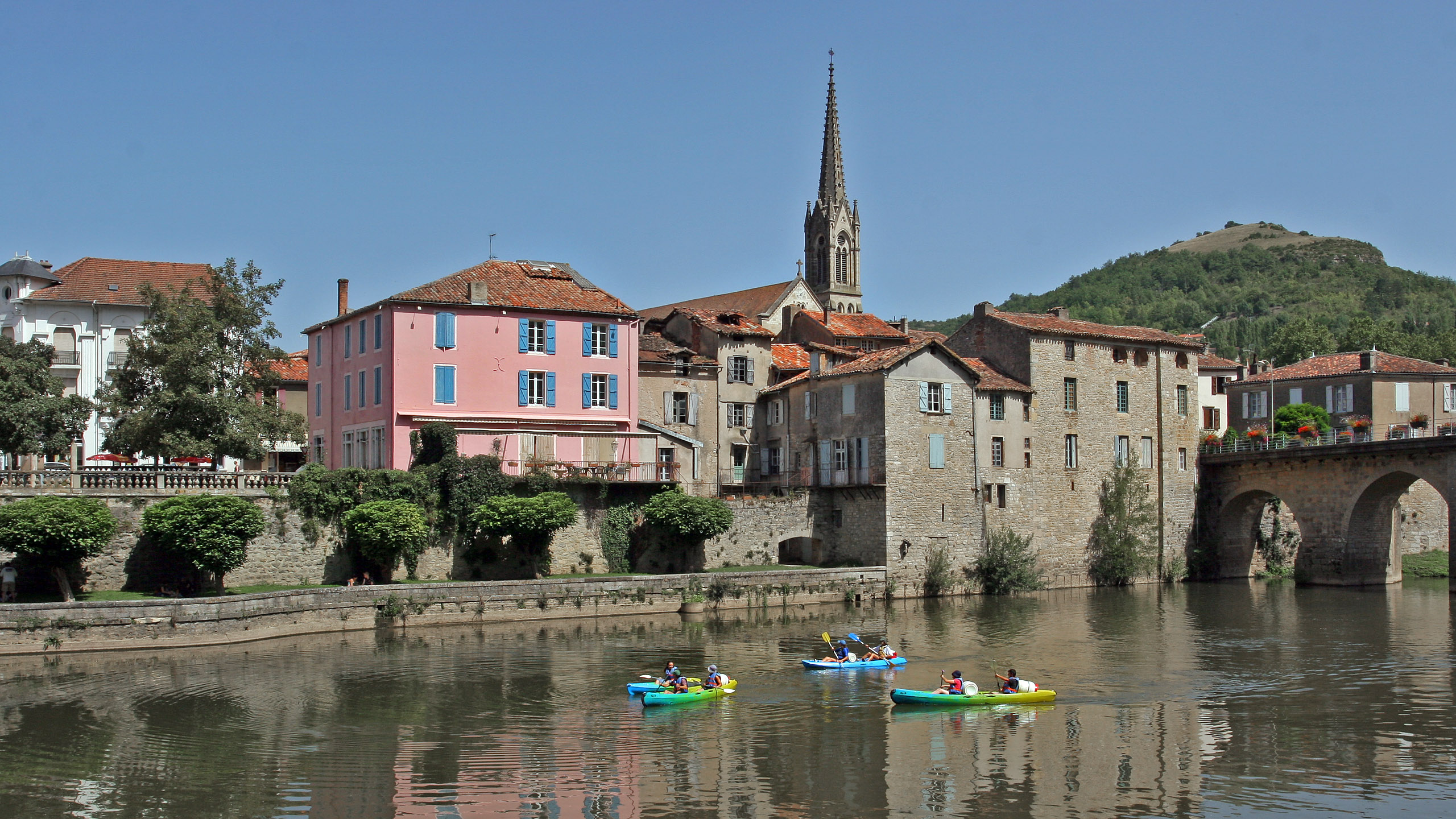

## Géographie

### Localisation
La commune est limitrophe du département du Tarn.
Située au confluent de la Bonnette et de l'Aveyron en limite du Rouergue et aux confins de l'Albigeois et du Quercy, Saint-Antonin-Noble-Val est une des plus vieilles cités médiévales qui ait survécu aux aléas de l'Histoire. Elle est entourée de bastides et borde la partie ouest de la forêt domaniale de Grésigne.
Son site est protégé dans les gorges de l'Aveyron et les falaises du roc d'Anglars.

### Communes limitrophes
Les communes limitrophes sont Penne, Saint-Michel-de-Vax, Vaour, Caylus, Cazals, Espinas, Féneyrols, Lavaurette, Montricoux, Saint-Cirq et Septfonds.
| Lavaurette            | Caylus                  | Espinas                                  |
| Septfonds, Saint-Cirq | Saint-Antonin-Noble-Val | Féneyrols                                |
| Montricoux, Cazals    | Penne (Tarn)            | Saint-Michel-de-Vax (Tarn), Vaour (Tarn) |

### Hydrographie
La commune est dans le bassin versant de la Garonne, au sein du bassin hydrographique Adour-Garonne. Elle est drainée par l'Aveyron, la Bonnette, le Bombic, le ruisseau de daudou, le ruisseau de la Gourgue, le ruisseau de Lauger, le Saut, le ruisseau de Canténac, le ruisseau de Fon Lades, le ruisseau de Luserp, le ruisseau de Roziés, le ruisseau des Amourouses, le ruisseau des Granges, le ruisseau Nibousou et par divers petits cours d'eau, constituant un réseau hydrographique de 49 km de longueur totale,.
L'Aveyron, d'une longueur totale de 291 km, prend sa source dans la commune de Sévérac d'Aveyron et s'écoule d'est en ouest. Il traverse la commune et se jette dans le Tarn à Barry-d'Islemade, après avoir traversé 60 communes.
La Bonnette, d'une longueur totale de 24,9 km, prend sa source dans la commune de Puylagarde et s'écoule du nord-est au sud-ouest. Elle se jette dans l'Aveyron sur le territoire communal, après avoir traversé 7 communes.

### Climat
Pour des articles plus généraux, voir Climat de l'Occitanie et Climat de Tarn-et-Garonne.
En 2010, le climat de la commune est de type climat du Bassin du Sud-Ouest, selon une étude du Centre national de la recherche scientifique s'appuyant sur une série de données couvrant la période 1971-2000. En 2020, Météo-France publie une typologie des climats de la France métropolitaine dans laquelle la commune est exposée à un climat océanique altéré et est dans la région climatique Aquitaine, Gascogne, caractérisée par une pluviométrie abondante au printemps, modérée en automne, un faible ensoleillement au printemps, un été chaud (19,5 °C), des vents faibles, des brouillards fréquents en automne et en hiver et des orages fréquents en été (15 à 20 jours).
Pour la période 1971-2000, la température annuelle moyenne est de 13,2 °C, avec une amplitude thermique annuelle de 15,8 °C. Le cumul annuel moyen de précipitations est de 836 mm, avec 10,5 jours de précipitations en janvier et 5,8 jours en juillet. Pour la période 1991-2020, la température moyenne annuelle observée sur la station météorologique installée sur la commune est de 13,8 °C et le cumul annuel moyen de précipitations est de 872,1 mm. 
La température maximale relevée sur cette station est de 42,5 °C, atteinte le 27 juin 2019 ; la température minimale est de −14 °C, atteinte le 9 février 2012,,.
| Mois                                  | jan.          | fév.         | mars         | avril       | mai           | juin          | jui.        | août          | sep.        | oct.        | nov.           | déc.          | année     |
| ------------------------------------- | ------------- | ------------ | ------------ | ----------- | ------------- | ------------- | ----------- | ------------- | ----------- | ----------- | -------------- | ------------- | --------- |
| Température minimale moyenne (°C)     | 1,3           | 0,4          | 2,8          | 5,7         | 9             | 12,5          | 14,3        | 13,5          | 10,7        | 8,7         | 4,9            | 1,5           | 7,1       |
| Température moyenne (°C)              | 5,6           | 6,3          | 9,5          | 13,1        | 16,3          | 20,3          | 22,4        | 22            | 18,9        | 15,1        | 9,7            | 5,9           | 13,8      |
| Température maximale moyenne (°C)     | 9,9           | 12,2         | 16,1         | 20,5        | 23,6          | 28            | 30,6        | 30,5          | 27,1        | 21,5        | 14,5           | 10,3          | 20,4      |
| Record de froid (°C) date du record   | −11 19.01.17  | −14 09.02.12 | −13 01.03.05 | −5 07.04.08 | −1,5 06.05.19 | 2,5 01.06.06  | 6 22.07.08  | 4 31.08.10    | 1 20.09.10  | −4 19.10.09 | −10,5 18.11.07 | −10 27.12.10  | −14 2012  |
| Record de chaleur (°C) date du record | 18,5 30.01.13 | 26 27.02.19  | 28 15.03.12  | 32 09.04.11 | 34,5 17.05.06 | 42,5 27.06.19 | 42 23.07.19 | 42,5 07.08.20 | 38 03.09.05 | 34 02.10.11 | 26 07.11.15    | 19,5 08.12.10 | 42,5 2020 |
| Précipitations (mm)                   | 80,9          | 62,7         | 65,8         | 91,6        | 85,9          | 63,5          | 50,1        | 65,7          | 66,5        | 71,2        | 81,5           | 86,7          | 872,1     |

| Diagramme climatique                                  |             |             |             |           |            |              |              |              |             |             |             |
| J                                                     | F           | M           | A           | M         | J          | J            | A            | S            | O           | N           | D           |
| 9,91,380,9                                            | 12,20,462,7 | 16,12,865,8 | 20,55,791,6 | 23,6985,9 | 2812,563,5 | 30,614,350,1 | 30,513,565,7 | 27,110,766,5 | 21,58,771,2 | 14,54,981,5 | 10,31,586,7 |
| Moyennes : • Temp. maxi et mini °C • Précipitation mm |             |             |             |           |            |              |              |              |             |             |             |

Les paramètres climatiques de la commune ont été estimés pour le milieu du siècle (2041-2070) selon différents scénarios d'émission de gaz à effet de serre à partir des nouvelles projections climatiques de référence DRIAS-2020. Ils sont consultables sur un site dédié publié par Météo-France en novembre 2022.

### Milieux naturels et biodiversité

#### Espaces protégés
La protection réglementaire est le mode d’intervention le plus fort pour préserver des espaces naturels remarquables et leur biodiversité associée,.
Un espace protégé est présent sur la commune : 
le « cours de la Garonne, de l'Aveyron, du Viaur et du Tarn », objet d'un arrêté de protection de biotope, d'une superficie de 1 262,3 ha.

#### Réseau Natura 2000

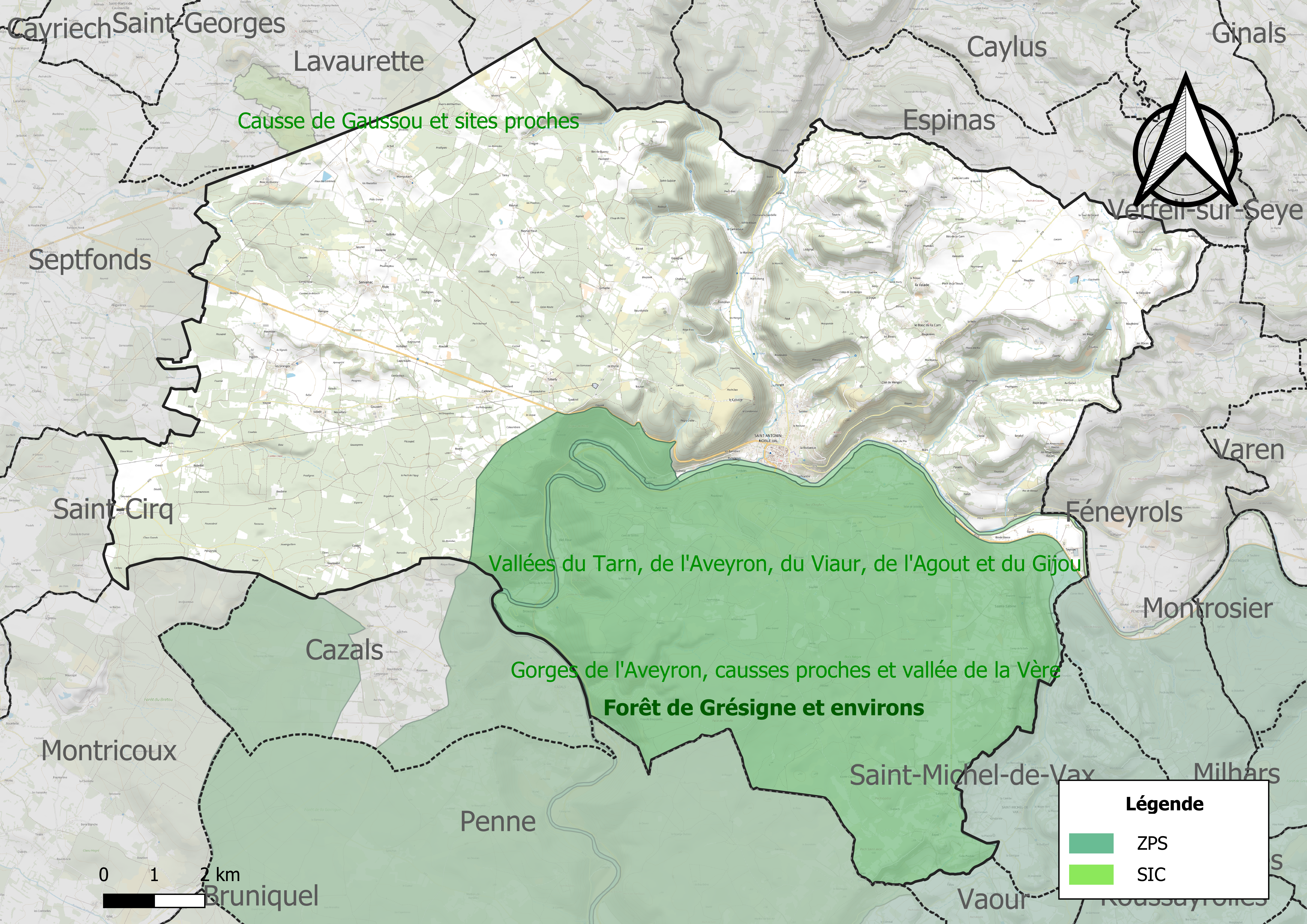
Sites Natura 2000 sur le territoire communal.

Le réseau Natura 2000 est un réseau écologique européen de sites naturels d'intérêt écologique élaboré à partir des directives habitats et oiseaux, constitué de zones spéciales de conservation (ZSC) et de zones de protection spéciale (ZPS).
Deux sites Natura 2000 ont été définis sur la commune au titre de la directive habitats :
- les « gorges de l'Aveyron, causses proches et vallée de la Vère », d'une superficie de 11 660 ha, un ensemble de plusieurs grands espaces et milieux, caractérisé par une grande vallée dominée par de grandes falaises, des pentes à pelouses sèches et des plateaux secs, quelques petites vallées encaissées et surtout de nombreuses cavités naturelles riches en chiroptères. De nombreuses pelouses sèches abritent de belles stations à orchidées[17] ;
- Les « vallées du Tarn, de l'Aveyron, du Viaur, de l'Agout et du Gijou », d'une superficie de 17 144 ha, s'étendant sur 136 communes dont 41 dans l'Aveyron, 8 en Haute-Garonne, 50 dans le Tarn et 37 dans le Tarn-et-Garonne. Elles présentent une très grande diversité d'habitats et d'espèces dans ce vaste réseau de cours d'eau et de gorges. La présence de la Loutre d'Europe et de la moule perlière d'eau douce est également d'un intérêt majeur[18] ;

et un au titre de la directive oiseaux : 
- la « forêt de Grésigne et environs », d'une superficie de 27 701 ha, un site où onze espèces de l'annexe 1 se reproduisent régulièrement sur le site, parmi lesquelles sept espèces de rapaces (dont le Faucon pèlerin et le Grand-Duc d'Europe)[19].

#### Zones naturelles d'intérêt écologique, faunistique et floristique
L’inventaire des zones naturelles d'intérêt écologique, faunistique et floristique (ZNIEFF) a pour objectif de réaliser une couverture des zones les plus intéressantes sur le plan écologique, essentiellement dans la perspective d’améliorer la connaissance du patrimoine naturel national et de fournir aux différents décideurs un outil d’aide à la prise en compte de l’environnement dans l’aménagement du territoire.
Quatre ZNIEFF de type 1 sont recensées sur la commune :
- le « causse d'Anglars » (3 598 ha), couvrant 4 communes dont trois dans le Tarn et une dans le Tarn-et-Garonne[21] ;
- le « cirques de Thouryes et de Bône » (489 ha), couvrant 3 communes dont une dans le Tarn et deux dans le Tarn-et-Garonne[22] ;
- les « escarpements rocheux de Viel Four à Anglars » (391 ha)[23] ;
- la « rivière Aveyron » (3 500 ha), couvrant 63 communes dont 38 dans l'Aveyron, cinq dans le Tarn et 20 dans le Tarn-et-Garonne[24] ;

et quatre ZNIEFF de type 2, : 
- le « causse du Frau et falaises rive droite de l'Aveyron entre Montricoux et Saint-Antonin-Noble-val » (6 135 ha), couvrant 7 communes dont une dans le Tarn et six dans le Tarn-et-Garonne[25] ;
- la « forêt de Grésigne et environs » (18 733 ha), couvrant 21 communes dont 17 dans le Tarn et quatre dans le Tarn-et-Garonne[26] ;
- la « vallée de l' Aveyron » (14 644 ha), couvrant 68 communes dont 41 dans l'Aveyron, cinq dans le Tarn et 22 dans le Tarn-et-Garonne[27];
- la « vallée de la Bonnette et vallée de la Seye » (6 289 ha), couvrant 12 communes du département[28].

Carte des ZNIEFF de type 1 et 2 à Saint-Antonin-Noble-Val.
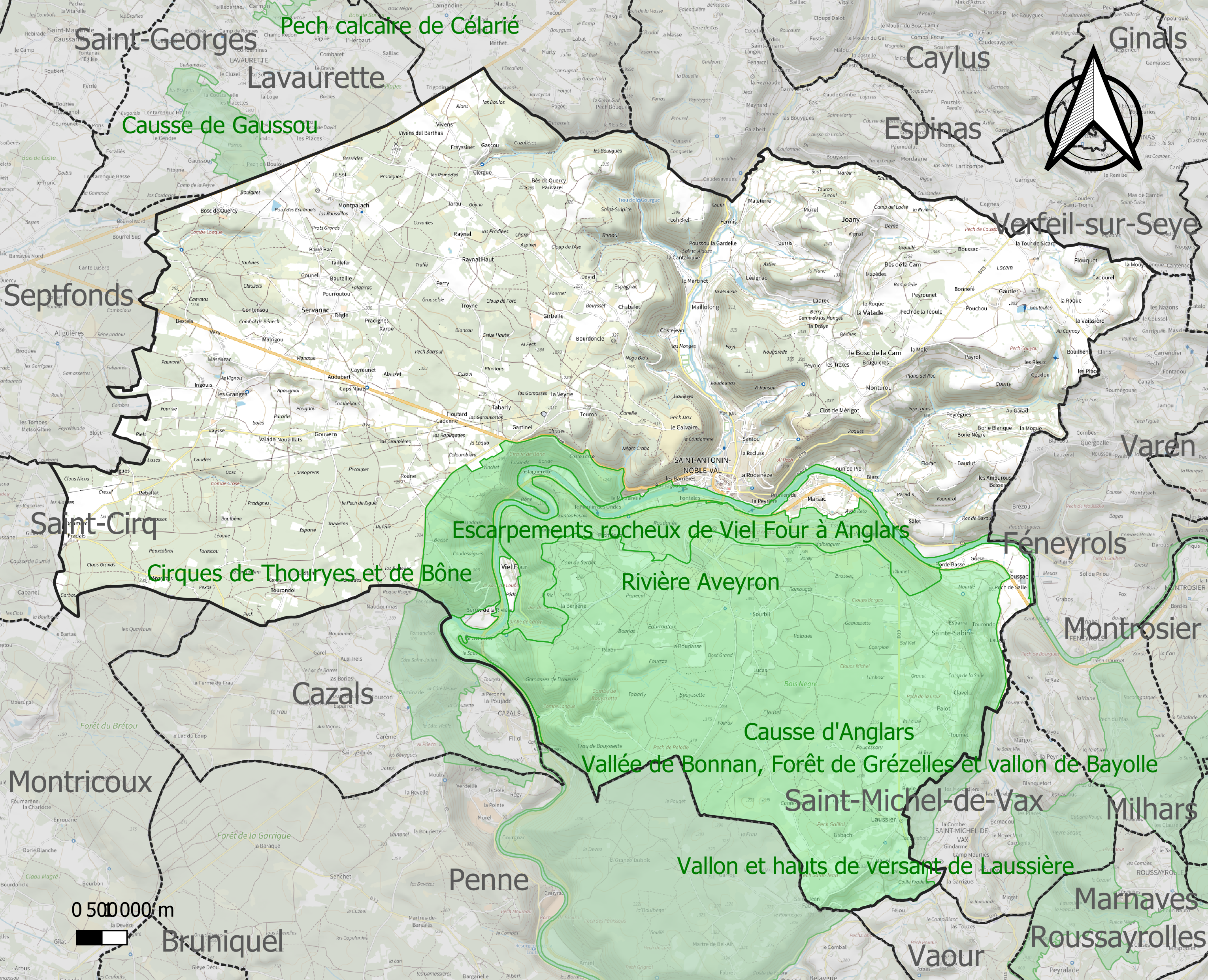
Carte des ZNIEFF de type 1 sur la commune.
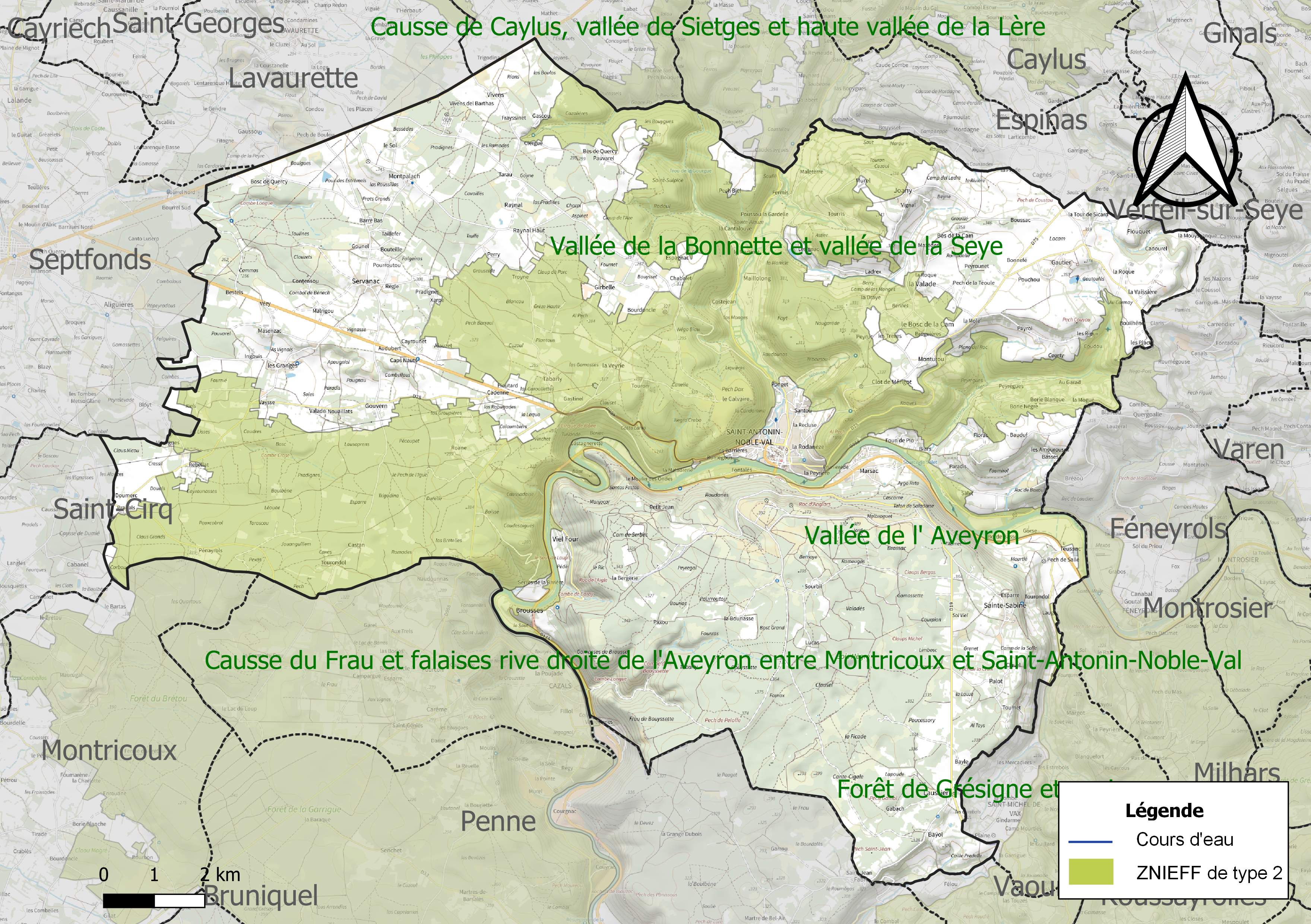
Carte des ZNIEFF de type 2 sur la commune.

## Urbanisme

### Typologie
Au 1er janvier 2024, Saint-Antonin-Noble-Val est catégorisée bourg rural, selon la nouvelle grille communale de densité à sept niveaux définie par l'Insee en 2022.
Elle est située hors unité urbaine et hors attraction des villes,.

### Occupation des sols

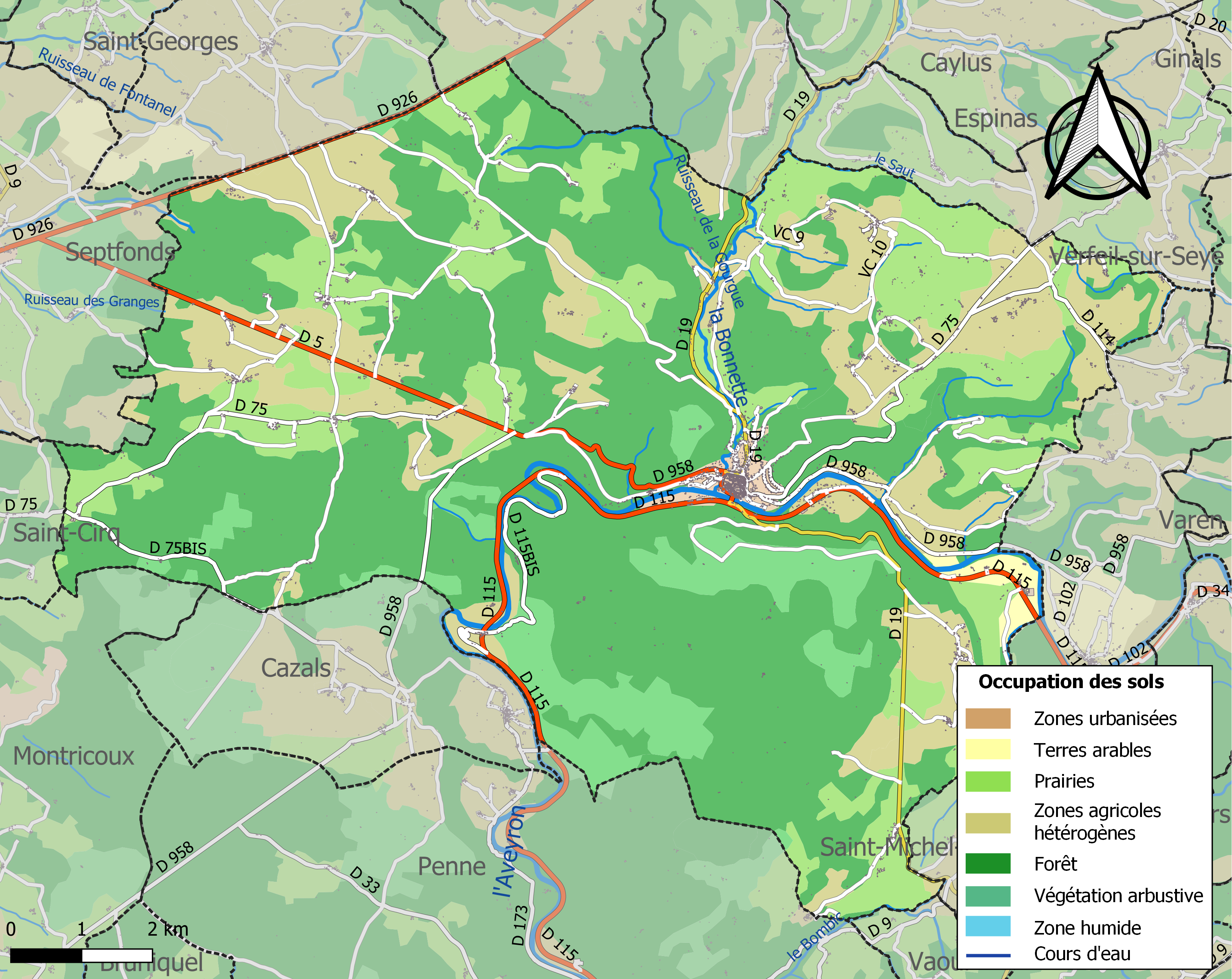
Carte des infrastructures et de l'occupation des sols de la commune en 2018 (CLC).

L'occupation des sols de la commune, telle qu'elle ressort de la base de données européenne d’occupation biophysique des sols Corine Land Cover (CLC), est marquée par l'importance des forêts et milieux semi-naturels (60,2 % en 2018), en diminution par rapport à 1990 (61,5 %). La répartition détaillée en 2018 est la suivante : 
forêts (53 %), zones agricoles hétérogènes (20 %), prairies (18,1 %), milieux à végétation arbustive et/ou herbacée (7,2 %), zones urbanisées (1 %), terres arables (0,8 %).
L'IGN met par ailleurs à disposition un outil en ligne permettant de comparer l’évolution dans le temps de l’occupation des sols de la commune (ou de territoires à des échelles différentes). Plusieurs époques sont accessibles sous forme de cartes ou photos aériennes : la carte de Cassini (XVIIIe siècle), la carte d'état-major (1820-1866) et la période actuelle (1950 à aujourd'hui).

### Aménagements urbains

#### Place des Moines
En Automne 2019, la Société des Amis du Vieux Saint-Antonin (SAVSA) et des habitants se mobilisent contre le projet d’aménagement de la place des Moines retenu par la municipalité. Une réunion publique organisée par la SAVSA, une exposition historique et proposant un projet alternatif réalisée par des habitantes ainsi qu’une lettre ouverte remise lors d’un conseil municipal aboutissent à reporter l’aménagement au mandat suivant.
Au printemps 2020, à l'issue du confinement lié au Covid19, du mobilier apparaît sur la place des Moines : fauteuils, chaises, tables dont tables pour jouer aux échecs. Les meubles sont signés "Don des gens d'ici". Ces meubles seront rapidement évacués par les services municipaux.

## Toponymie
La commune tient le nom de Saint-Antonin de saint Antonin de Pamiers, premier évangélisateur du Rouergue.
Durant la Révolution française, la commune, alors nommée Saint-Antonin, porte le nom de Libre-Val (et non Libreval pour se différencier des autres communes françaises qui avaient adopté le même toponyme).
En 1962, la terminaison Noble-Val est ajoutée au nom de la commune. L'origine de cet ajout est le nom de la vallée baptisée Nobilis vallis par les Romains.
Ses habitants sont appelés les Saint-Antoninois..

### Microtoponymie[pasclair]
- Moulin de Roumégous : deux possibilités

1. Romegar « rouspéter, râler », « maugréer », en occitan du latin rumigare « ruminer ».
2. Romec-, -ga "ronce", et Romegar, « couper des ronces » du latin rumicem « forme de lancet »[36]

- pèch : puy, puech : sommet, colline
- coudres : peut-être un bois de coudriers (nom archaïque du noisetier)
- castagnerettes : bois de chataigniers
- larxo : peut être bois de mélèze (larix)
- Bosc de Quercy : bois de chêne (quercus)
- le martinet : marteau hydraulique ou foulon, mu par un moulin sur la rivière.
- Fontales : présence de source

## Histoire

### Préhistoire
La commune abrite le site de Fontalès, occupé à la fin du Paléolithique supérieur (Magdalénien).
Mobilier du Magdalénien de Fontalès Muséum de Toulouse :

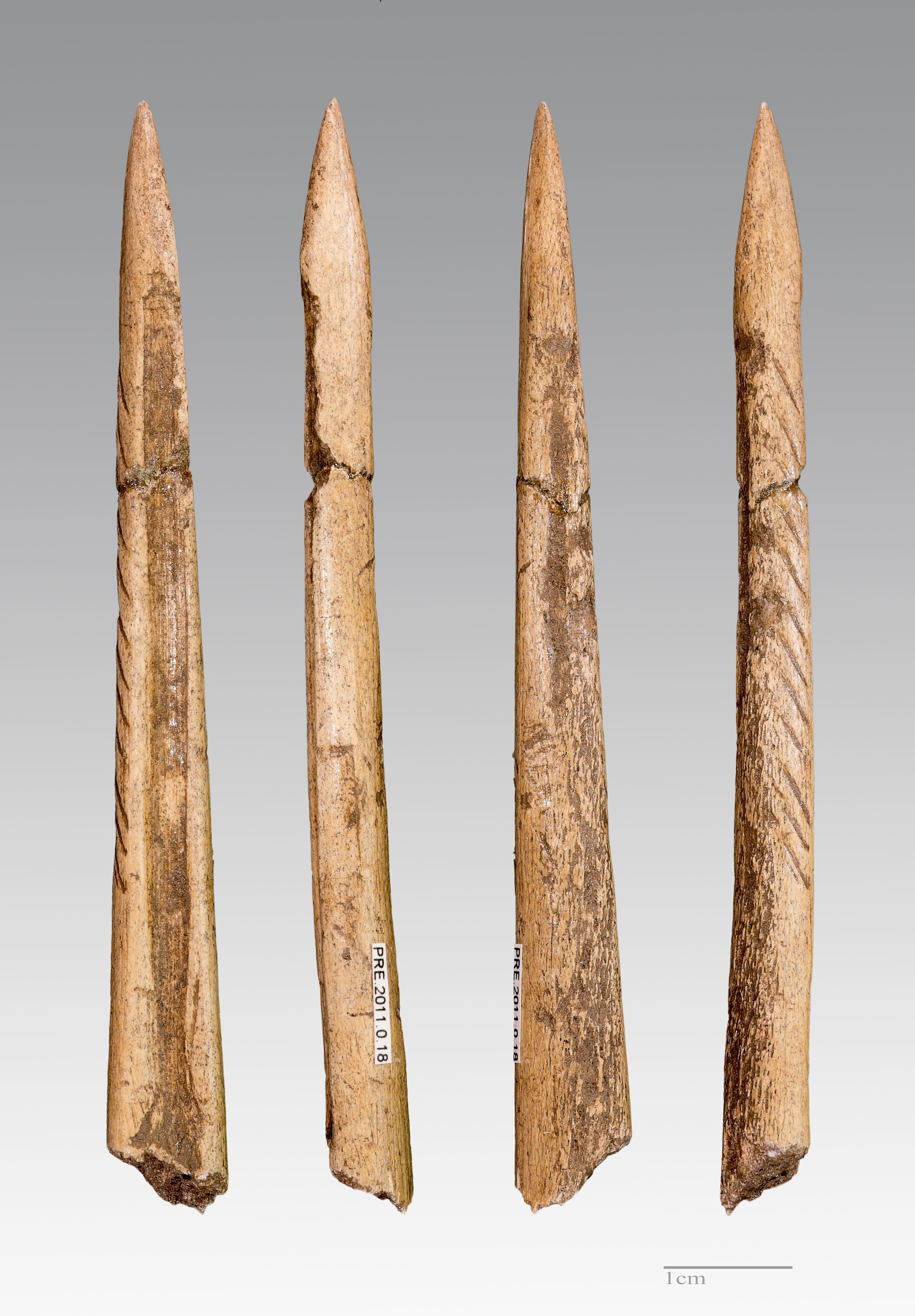
Pointe de sagaie.
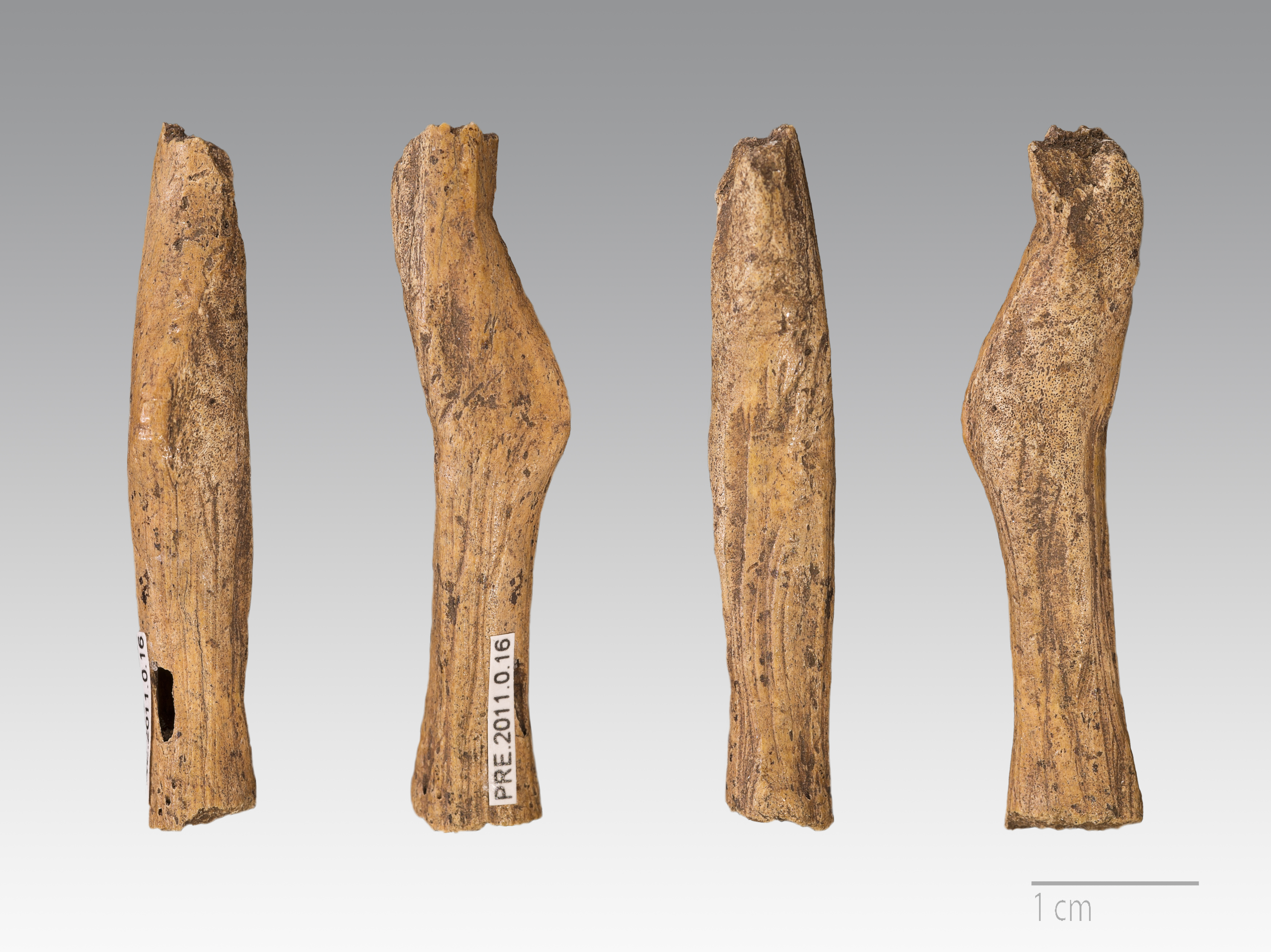
Figure féminine.
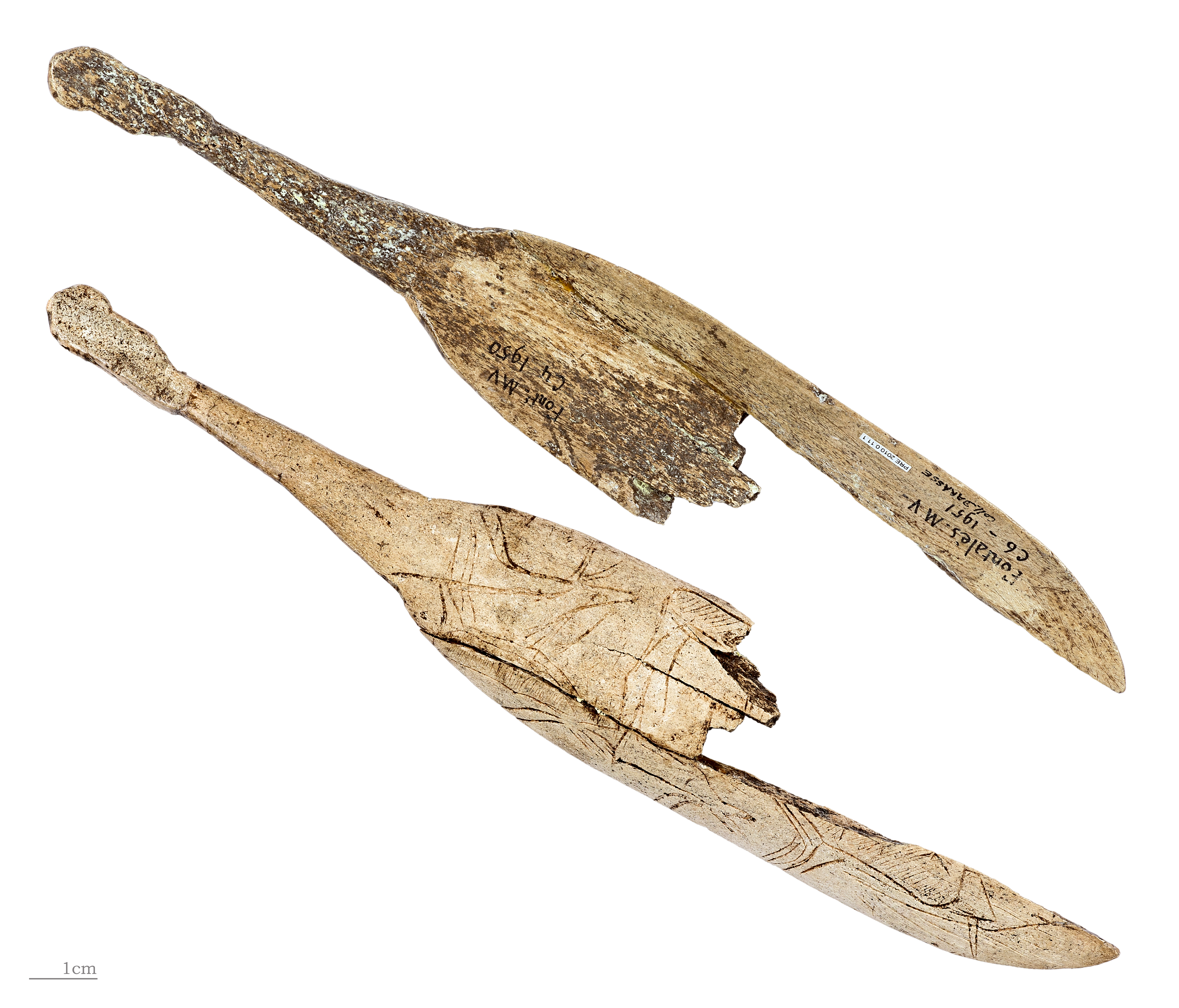
Cuillère gravée.
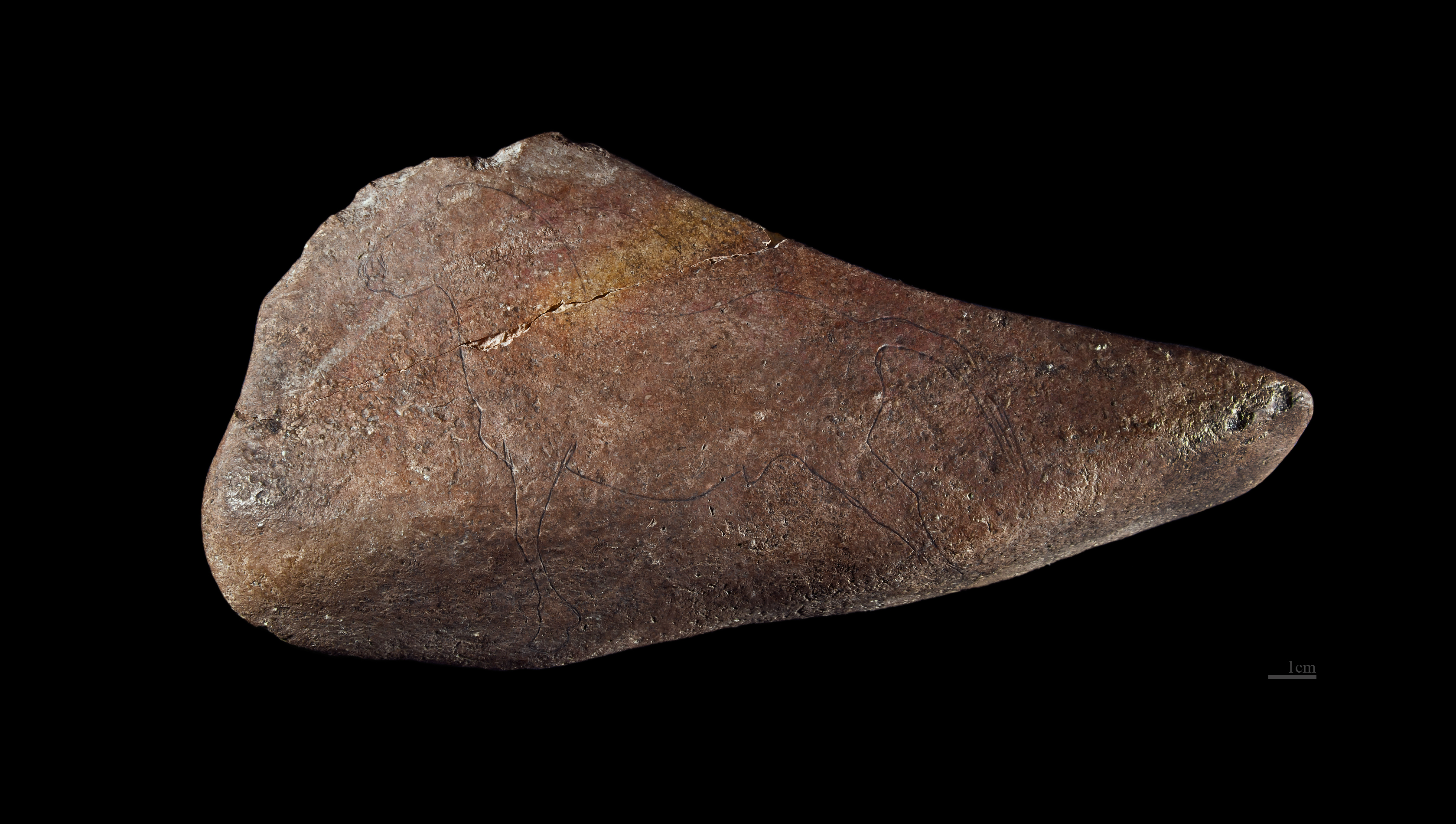
Cheval gravé sur galet.

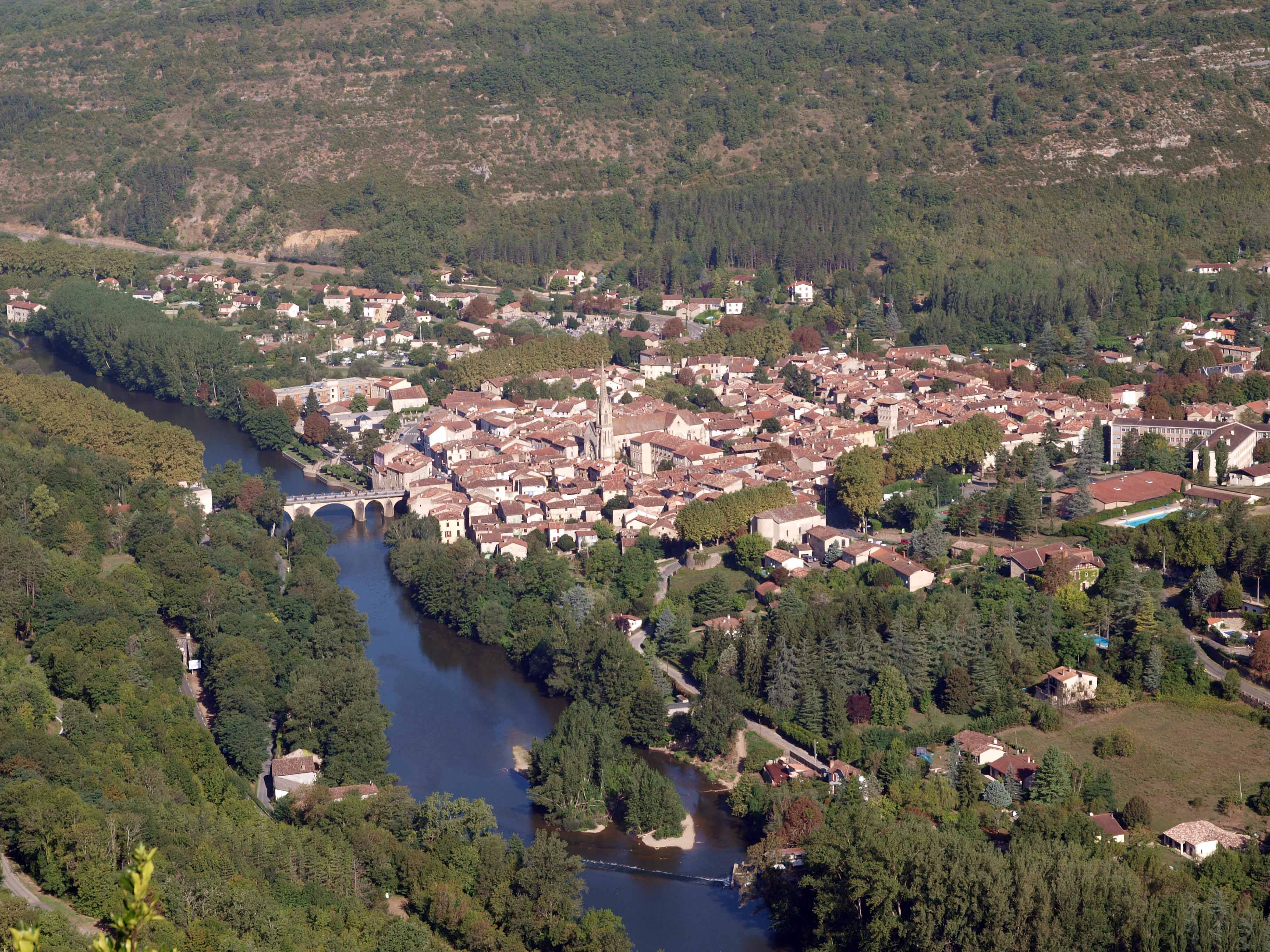
Vue depuis le belvédère du roc d'Anglars.

Le site est protégé, c'est celui des gorges de l'Aveyron et des falaises du roc d'Anglars, du cirque de Bône… sur l'un des chemins de Saint-Jacques-de-Compostelle.

### Légende de Saint-Antonin
On raconte que le premier évangélisateur des Ruthènes fut saint Antonin qui aurait été, selon des vies du saint tardives (XIe siècle), le fils du comte de Pamiers. Il réussit rapidement dans sa tâche, et malgré les supplications des habitants de Noble-Val, il voulut porter ensuite l'Évangile à Pamiers, sa patrie. Hélas ! dans cette ville ingrate, le saint apprit à ses dépens que « nul n'est prophète en son pays ». Ses farouches compatriotes le décapitèrent et jetèrent ses restes dans l'Ariège. Des anges s'empressèrent de recueillir les vénérables reliques et deux grands aigles blancs guidèrent la barque où elles furent placées. La barque miraculeuse glissa doucement sur les flots de l'Ariège, puis remonta le cours du Tarn et de l'Aveyron. Elle s'arrêta enfin au confluent de la Bonnette et de l'Aveyron (on appelait alors ce confluent Condate, mot celtique qui signifie précisément « confluent »), par une nuit transparente d'été, étincelante d'étoiles.
En ce temps-là, régnait un riche et puissant comte sur le « Noble-Val », la vallée de l'Aveyron. Son nom était Festus. Il reconnut la main de Dieu dans ce voyage merveilleux et fit déposer les reliques du martyr dans une luxueuse châsse où fut élevée plus tard une abbaye.
Une communauté monastique se développa très tôt, semble-t-il, autour des reliques de saint Antonin. Une autre lecture proposée par les Bollandistes (début du XVIIIe siècle) expliquerait que l'abbaye déjà créée aurait été chercher les reliques du saint en Asie Mineure (il existait un saint antonin à Apamée en Syrie) de façon à augmenter son prestige et attirer les pèlerins.
En référence à la légende de saint Antonin, et aussi à la présence de faucons pèlerins dans les falaises qui dominent les gorges de l'Aveyron, les habitants de Saint-Antonin-Noble-Val étaient souvent désignés par leurs voisins comme « Picats de l'ègla », piqués de l'aigle. « Piqués » doit s'entendre au sens de « toqués », « entichés », ou « fiers » de leurs aigles.

### Moyen Âge
Saint Antonin est une abbaye bénédictine attestée dès 817, fondée selon la tradition au VIIIe siècle et dotée par Pépin d'Aquitaine, puis par Desiderata, une des épouses de Charlemagne, fille du roi des Lombards. Selon l'archéologie, elle a été construite sur un cimetière antique qui se trouve aux confluents de Aveyron et de la Bonnette (rivière), et au point de rencontre des frontières du Quercy, de l'Albigeois et du Rouergue auquel elle appartient.
L'abbaye de Saint-Antonin comptait au IXe siècle parmi les trois grandes abbayes bénédictines du Rouergue, aux côtés de Conques et de Vabres. Elle a reçu en 1029 la visite du roi Robert le Pieux, elle était considérée comme située en Quercy par le chroniqueur Adhémar de Chabannes.
Il y avait aussi un chapitre composé d'un prévôt et de 18 chanoines séculiers; mais en 1090, le pape Urbain II décida de le réduire à douze chanoines réguliers, et douze prébendiers séculiers. L'un d'eux était chargé de promouvoir la culture et la récolte du safran qui s'est pratiquée à Saint-Antonin jusqu'au XVIIIe siècle.
Au XIIe siècle la vicomté de Saint-Antonin était possédée par la Première maison de Lautrec qui donne en 1140 des coutumes à la ville. Ils rendaient hommage aux comtes de Toulouse.
L'ancien château fort de Valette (castrum vallatum devenu Valleta) a été construit en 1180 par Fortuné de Valette, né à Saint-Antonin, fils du vicomte Archambauld et mort en Terre sainte en 1190. Ce château était situé en haut d'un rocher escarpé dominant l'Aveyron, à « trois quarts de lieue au sud de Saint-Antonin »,. Ses ruines étaient encore visibles au XIXe siècle. Il est aussi connu sous le nom de château de Bône,. La famille de La Valette-Parisot revendiquait d'être issue de cette famille, mais des récentes recherches ont montré qu'il n'en serait rien.
Les seigneurs de Saint-Antonin embrassèrent l'hérésie albigeoise. Pons de Lautrec, vicomte de Saint-Antonin, fut fait prisonnier en 1212 en défendant son château contre Simon de Montfort qui le fit enfermer dans une prison à Carcassonne avec Adhémar-Jourdain, chevalier, alors gouverneur de Saint-Antonin; son frère, Bernard-Hugues de Lautrec, dernier vicomte de Saint-Antonin, céda en octobre 1249 et le 24 mars 1250 au roi Saint Louis, pour 500 lives tournois de rente, tous les droits qu'il avait sur la succession de feu Frotard de Lautrec, son père, sur la ville de Saint-Antonin, sur le château de Bereux, et sur la ville de Saint-Céré. La création du siège d'un bailliage royal important qui ressortissait de la Sénéchaussée de Rouergue et l'octroi des privilèges à la ville dotée de douze consuls en 1227, apportèrent une grande prospérité à la ville.
En 1351 les Anglais envahirent Saint-Antonin. En 1369, des nouveaux privilèges sont accordés à la ville par Charles V le Sage, avec une amnistie pour les habitants qui ont pris le parti anglais, par Louis, duc d'Anjou, lieutenant du roi en Languedoc, alors résidant à Toulouse.
Comme les autres abbayes du Rouergue, celle de Saint-Antonin a été prise en 1570 par les calvinistes, l'église incendiée, les reliques et les statues démolies, la bibliothèque et les archives brûlées, puis la ville devint une place forte protestante. En 1575, les calvinistes détruisirent l'hôpital qui avait été doté en 800 et reconstruit par le cardinal Tasserre, prieur et prévôt.

### Temps modernes
Saint-Antonin avait un Collège.
À partir du XVIIe siècle, les habitants perdirent peu à peu leurs privilèges et la prospérité de la ville diminua.
Lors des guerres de religion, les habitants eurent encore à souffrir : adepte de la Réforme, la ville assista à une lutte acharnée entre catholiques et protestants. En 1622, pendant les rébellions huguenotes, Louis XIII s’empare de la ville. Les Saint-Antoninois évitèrent un massacre identique à celui de Négrepelisse en payant 100 000 livres comme rançon.
En 1681, tous les protestants étaient exclus du conseil politique et du consulat de Saint-Antonin.
Le 1er novembre 1793, la commune adopte le nom de Libre-val qui est, selon le procès-verbal du conseil de la ville, « analogue à l’énergie républicaine dont les citoyens de l’endroit sont animés depuis le commencement de la révolution ».

### Époque contemporaine
Ville du Rouergue, Saint-Antonin fut initialement rattaché au département de l'Aveyron avant d'en être détaché en 1808 lors de la création du département de Tarn-et-Garonne par Napoléon Ier.
Elle compte parmi le réseau des villes humanistes labellisées « Cittaslow depuis 2013.

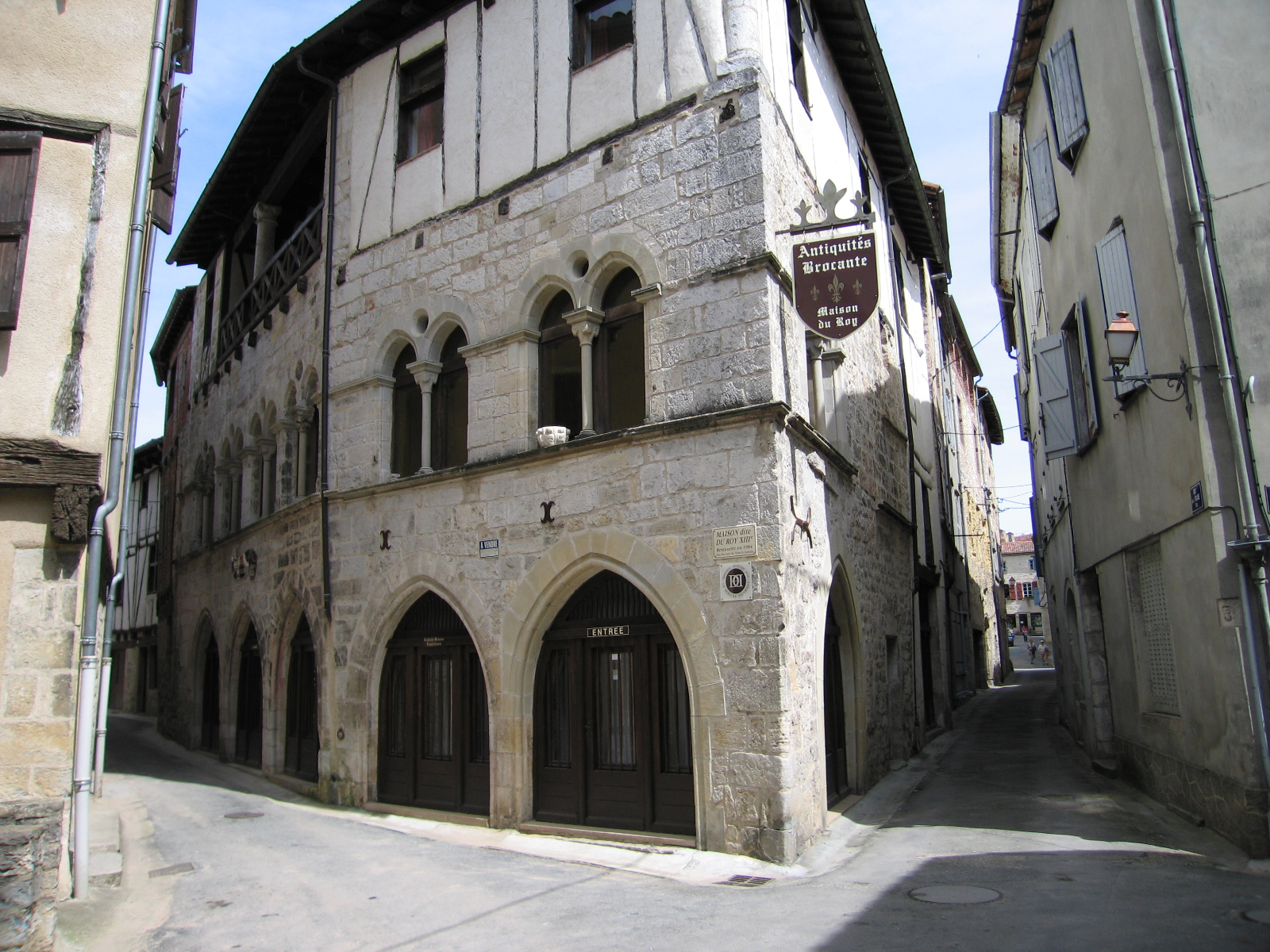
Maison dite du Roy.
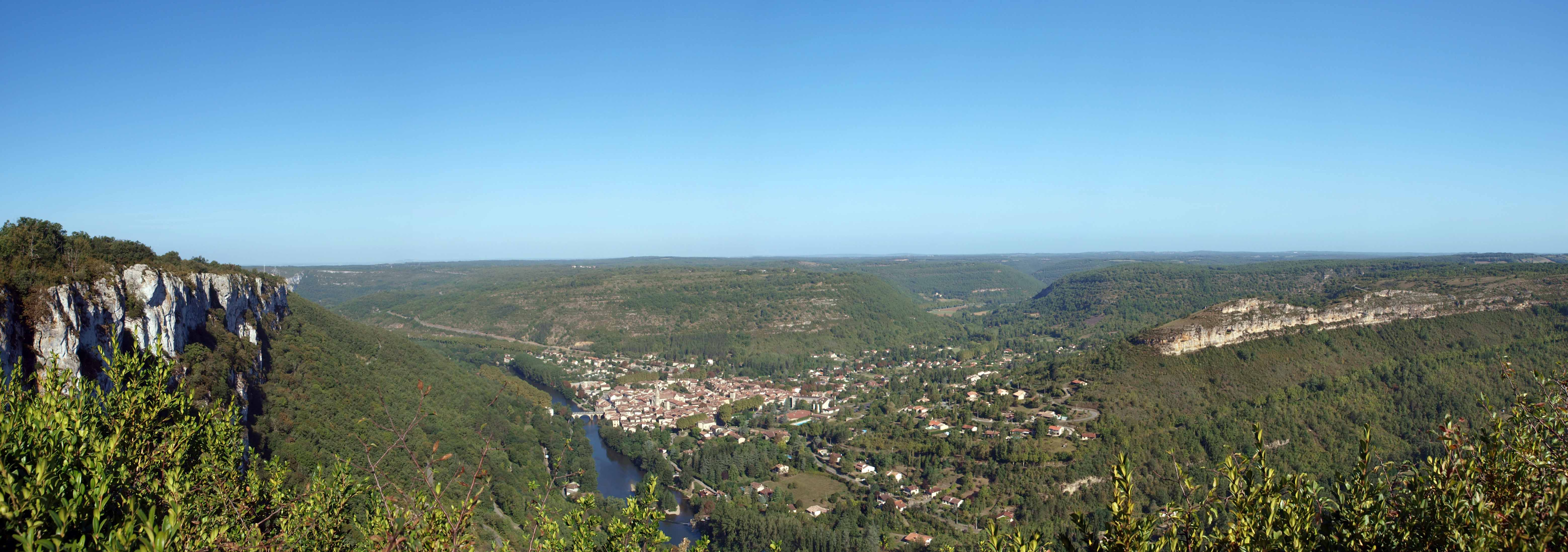
Panorama de Saint-Antonin-Noble-Val.
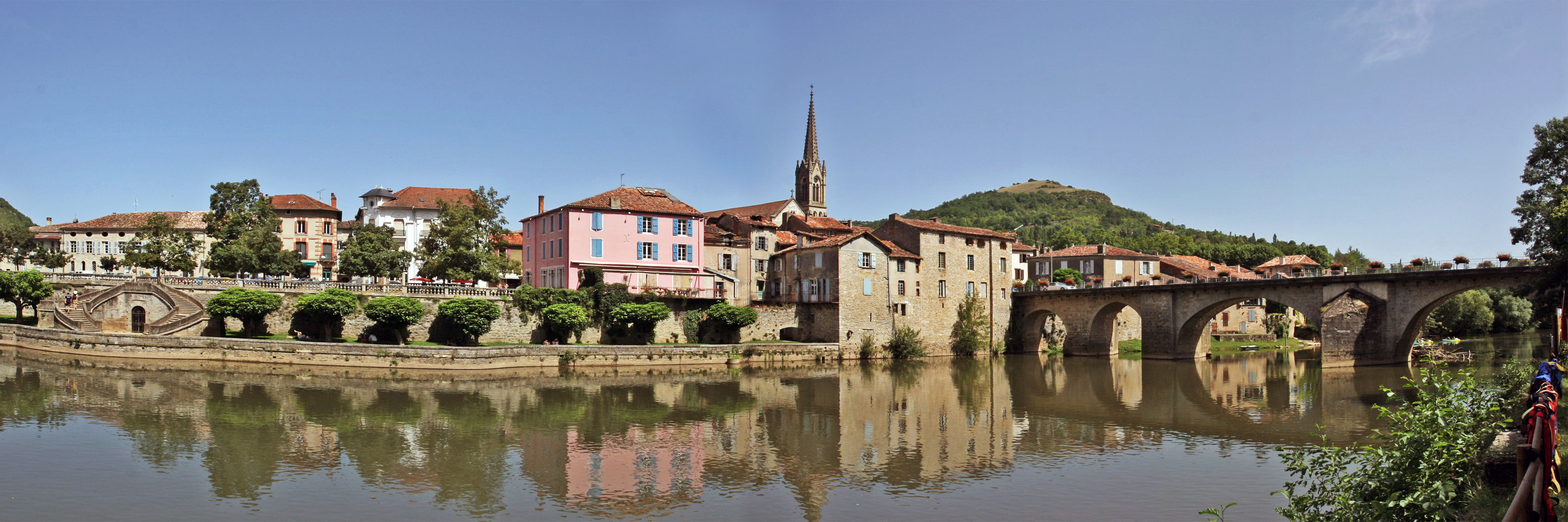
L'Aveyron à Saint Antonin.
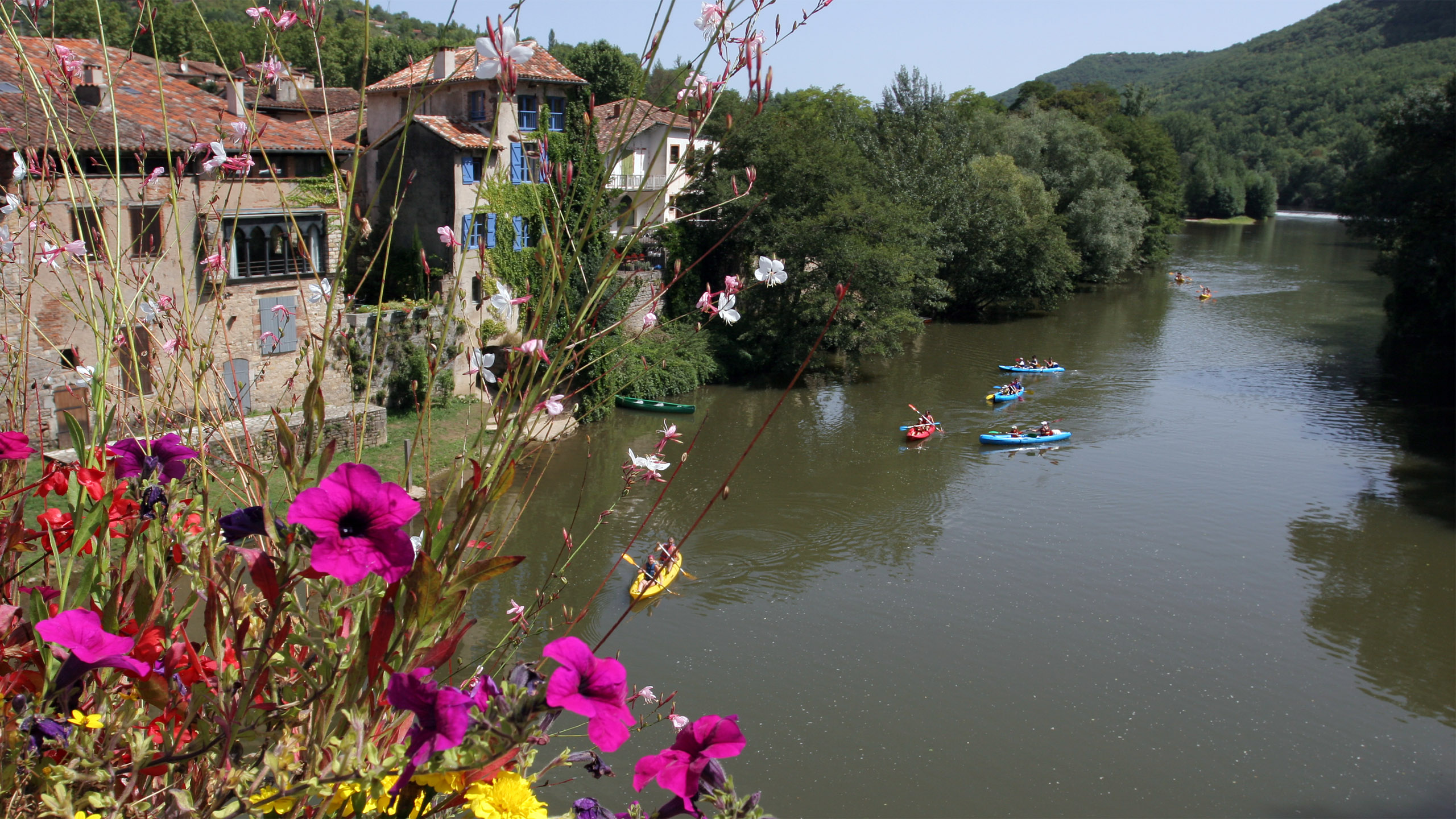
Canoë sur l'Aveyron
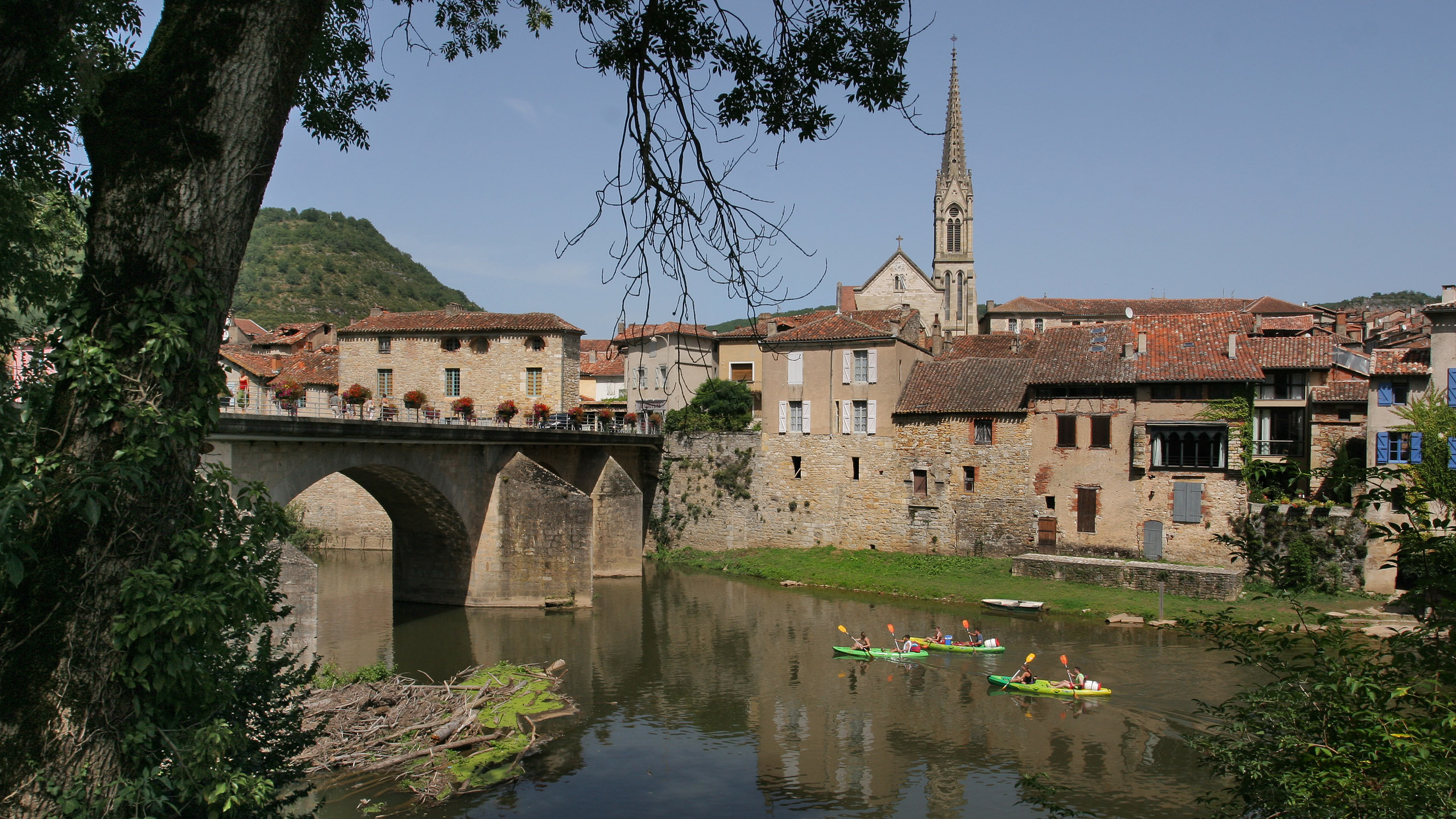
Saint-Antonin-Noble-Val

## Politique et administration

### Tendances politiques et résultats
|                          |                          |                          | Premier tour | Premier tour | Second tour | Second tour |
| ------------------------ | ------------------------ | ------------------------ | ------------ | ------------ | ----------- | ----------- |
| Inscrits                 | Inscrits                 | Inscrits                 | 1 376        |              | 1 376       |             |
| Abstentions              | Abstentions              | Abstentions              | 255          | 18,53 %      | 330         | 23,98 %     |
| Votants                  | Votants                  | Votants                  | 1 121        | 81,47 %      | 1 046       | 76,02 %     |
|                          |                          |                          |              |              |             |             |
| Bulletins enregistrés    | Bulletins enregistrés    | Bulletins enregistrés    | 1 121        |              | 1 046       |             |
| Bulletins blancs ou nuls | Bulletins blancs ou nuls | Bulletins blancs ou nuls | 10           | 0,89 %       | 152         | 14,53 %     |
| Suffrages exprimés       | Suffrages exprimés       | Suffrages exprimés       | 1 111        | 99,11 %      | 894         | 85,47 %     |
|                          |                          |                          |              |              |             |             |
|                          | Candidat                 | Parti                    | Suffrages    | Pourcentage  | Suffrages   | Pourcentage |
|                          | E. Macron                | EM                       | 215          | 19,35 %      | 621         | 69,46 %     |
|                          | M. Le Pen                | FN                       | 220          | 19,8 %       | 273         | 30,54 %     |
|                          | F. Fillon                | LR                       | 160          | 14,4 %       |             |             |
|                          | J. L. Mélenchon          | LFI                      | 316          | 28,44 %      |             |             |
|                          | B. Hamon                 | PS                       | 76           | 6,84 %       |             |             |
|                          | N. Dupont-Aignan         | DLB                      | 52           | 4,68 %       |             |             |
|                          | J. Lassalle              | UDF                      | 42           | 3,78 %       |             |             |
|                          | Autres                   | -                        | 30           | 2,7 %        |             |             |

### Liste des maires
| Période                                  | Période      | Identité         | Étiquette | Qualité |
| ---------------------------------------- | ------------ | ---------------- | --------- | ------- |
| mars 1971                                | juin 1995    | Maurice Constans |           |         |
| juin 1995                                | juillet 1999 | Jean Paul Raynal | PRG       |         |
| septembre 1999                           | mars 2008    | Jean Spénale     | PS        |         |
| mars 2008                                | 2020         | Gérard Agam      | DVG       |         |
| 2020                                     | 2023         | Denis Ferte      | PS        |         |
| 2023                                     | En cours     | Elisabeth Birs   |           |         |
| Les données manquantes sont à compléter. |              |                  |           |         |

## Population et société

### Démographie
L'évolution du nombre d'habitants est connue à travers les recensements de la population effectués dans la commune depuis 1793. Pour les communes de moins de 10 000 habitants, une enquête de recensement portant sur toute la population est réalisée tous les cinq ans, les populations de référence des années intermédiaires étant quant à elles estimées par interpolation ou extrapolation. Pour la commune, le premier recensement exhaustif entrant dans le cadre du nouveau dispositif a été réalisé en 2006.

En 2022, la commune comptait 1 951 habitants, en évolution de +5,01 % par rapport à 2016 (Tarn-et-Garonne : +3,12 %, France hors Mayotte : +2,11 %).
| 1793  | 1800  | 1806  | 1821  | 1831  | 1836  | 1841  | 1846  | 1851  |
| ----- | ----- | ----- | ----- | ----- | ----- | ----- | ----- | ----- |
| 5 605 | 5 396 | 5 359 | 5 415 | 5 462 | 5 455 | 5 410 | 5 445 | 5 407 |

| 1856  | 1861  | 1866  | 1872  | 1876  | 1881  | 1886  | 1891  | 1896  |
| ----- | ----- | ----- | ----- | ----- | ----- | ----- | ----- | ----- |
| 5 347 | 5 152 | 5 099 | 4 875 | 4 924 | 4 682 | 4 529 | 4 137 | 4 033 |

| 1901  | 1906  | 1911  | 1921  | 1926  | 1931  | 1936  | 1946  | 1954  |
| ----- | ----- | ----- | ----- | ----- | ----- | ----- | ----- | ----- |
| 3 745 | 3 546 | 3 364 | 2 872 | 2 673 | 2 528 | 2 466 | 2 318 | 2 077 |

| 1962  | 1968  | 1975  | 1982  | 1990  | 1999  | 2006  | 2011  | 2016  |
| ----- | ----- | ----- | ----- | ----- | ----- | ----- | ----- | ----- |
| 1 899 | 1 814 | 1 743 | 1 830 | 1 867 | 1 887 | 1 797 | 1 899 | 1 858 |

| 2021  | 2022  | - | - | - | - | - | - | - |
| ----- | ----- | - | - | - | - | - | - | - |
| 1 918 | 1 951 | - | - | - | - | - | - | - |

Particularité : la moitié environ de la population est au centre bourg, l'autre est répartie dans les hameaux dispersés dans la très grande commune ; ces écarts ayant été autrefois des villages avec église, école, mairie.. avant regroupement communal.

### Enseignement
Les établissements éducatifs de la commune relèvent de l'Académie de Toulouse
- École maternelle
- École élémentaire Paul-Bayrou
- Collège Pierre-Bayrou

### Sports
- Tour du Tarn-et-Garonne
- Trail des 3 rocs[56]
- Escalade
- VTT
- Canoé dans les gorges de l'Aveyron
- Parcours aventure
- club de rugby
- club de tennis
- piscine municipale
- Vol libre : 
  - Roc Deymié : « Mérigot » orienté Sud, Sud-Est
  - Roc d'Anglars : « La Bicyclette  » Nord, Nord-Est , « La Marche » Nord-Ouest

## Économie

### Revenus
En 2018, la commune compte 908 ménages fiscaux, regroupant 1 816 personnes. La médiane du revenu disponible par unité de consommation est de 18 190 € (20 140 € dans le département).

### Emploi
|                | 2008   | 2013   | 2018   |
| -------------- | ------ | ------ | ------ |
| Commune        | 11,5 % | 9,1 %  | 13 %   |
| Département    | 8,4 %  | 10,2 % | 10,3 % |
| France entière | 8,3 %  | 10 %   | 10 %   |

En 2018, la population âgée de 15 à 64 ans s'élève à 1 029 personnes, parmi lesquelles on compte 71,4 % d'actifs (58,4 % ayant un emploi et 13 % de chômeurs) et 28,6 % d'inactifs,. Depuis 2008, le taux de chômage communal (au sens du recensement) des 15-64 ans est supérieur à celui de la France et du département.
La commune est hors attraction des villes,. Elle compte 683 emplois en 2018, contre 727 en 2013 et 615 en 2008. Le nombre d'actifs ayant un emploi résidant dans la commune est de 624, soit un indicateur de concentration d'emploi de 109,4 % et un taux d'activité parmi les 15 ans ou plus de 47 %.
Sur ces 624 actifs de 15 ans ou plus ayant un emploi, 385 travaillent dans la commune, soit 62 % des habitants. Pour se rendre au travail, 70 % des habitants utilisent un véhicule personnel ou de fonction à quatre roues, 2,4 % les transports en commun, 11,1 % s'y rendent en deux-roues, à vélo ou à pied et 16,5 % n'ont pas besoin de transport (travail au domicile).

### Activités hors agriculture

#### Secteurs d'activités
323 établissements sont implantés à Saint-Antonin-Noble-Val au 31 décembre 2019. Le tableau ci-dessous en détaille le nombre par secteur d'activité et compare les ratios avec ceux du département,.
| Secteur d'activité                                                                                        | Commune | Commune | Département |
| Secteur d'activité                                                                                        | Nombre  | %       | %           |
| --- | ------- | ------- | ----------- |
| Ensemble                                                                                                  | 323     | 100 %   | (100 %)     |
| Industrie manufacturière, industries extractives et autres                                                | 33      | 10,2 %  | (9,6 %)     |
| Construction                                                                                              | 65      | 20,1 %  | (14,9 %)    |
| Commerce de gros et de détail, transports, hébergement et restauration                                    | 99      | 30,7 %  | (29,7 %)    |
| Information et communication                                                                              | 10      | 3,1 %   | (1,9 %)     |
| Activités financières et d'assurance                                                                      | 3       | 0,9 %   | (3,4 %)     |
| Activités immobilières                                                                                    | 15      | 4,6 %   | (3,3 %)     |
| Activités spécialisées, scientifiques et techniques et activités de services administratifs et de soutien | 43      | 13,3 %  | (14,1 %)    |
| Administration publique, enseignement, santé humaine et action sociale                                    | 23      | 7,1 %   | (13,6 %)    |
| Autres activités de services                                                                              | 32      | 9,9 %   | (9,3 %)     |

Le secteur du commerce de gros et de détail, des transports, de l'hébergement et de la restauration est prépondérant sur la commune puisqu'il représente 30,7 % du nombre total d'établissements de la commune (99 sur les 323 entreprises implantées à Saint-Antonin-Noble-Val), contre 29,7 % au niveau départemental.

#### Entreprises et commerces
Les cinq entreprises ayant leur siège social sur le territoire communal qui génèrent le plus de chiffre d'affaires en 2020 sont : 
- Districapa, supermarchés (8 350 k€)
- Vignes Simon, travaux de maçonnerie générale et gros œuvre de bâtiment (760 k€)
- Sayadis, supermarchés (708 k€)
- Restauration Du Pas, restauration traditionnelle (439 k€)
- SARL H2O, autres activités récréatives et de loisirs (202 k€)

De plus, la SA Saint Antonin Eaux Minerales, appartenant au Groupe Alma, est située sur le territoire de la commune, au hameau de Marsac. La société produit de l'eau minérale en bouteille riche en magnésium qu'elle puise à la Source de l'Ange.
Saint-Antonin a été élu 3e village préféré des Français en 2015, ce qui a attiré beaucoup de touristes.
Le commerce sur ce carrefour et la présence du pont ont fait la prospérité initiale de la ville. La force hydraulique des nombreux moulins sur la Bonnette et surtout sur l'Aveyron ont suivi, travaillant (le grain), tannant (le cuir), foulant (les tissus), produisant du papier.. puis plus tardivement les phosphates extraits des phosphatières des causses. Les fours à chaux ont été nombreux avant d'être supplantée par la grande cimenterie de Lexos en amont. La maison Rodolausse installée sur deux sites (le moulin du Gravier et l'usine sur le moulin des Claustres) a produit des monte-pailles au tournant du XIXe   et   XXe siècle.

### Agriculture
La commune est dans les Causses du Quercy, une petite région agricole située dans l'est du département de Tarn-et-Garonne. En 2020, l'orientation technico-économique de l'agriculture sur la commune est l'élevage d'équidés et/ou d' autres herbivores.
|               | 1988  | 2000  | 2010  | 2020  |
| ------------- | ----- | ----- | ----- | ----- |
| Exploitations | 91    | 82    | 52    | 45    |
| SAU (ha)      | 2 966 | 3 880 | 4 053 | 3 785 |

Le nombre d'exploitations agricoles en activité et ayant leur siège dans la commune est passé de 91 lors du recensement agricole de 1988 à 82 en 2000 puis à 52 en 2010 et enfin à 45 en 2020, soit une baisse de 51 % en 32 ans. Le même mouvement est observé à l'échelle du département qui a perdu pendant cette période 57 % de ses exploitations,. La surface agricole utilisée sur la commune a quant à elle augmenté, passant de 2 966 ha en 1988 à 3 785 ha en 2020. Parallèlement la surface agricole utilisée moyenne par exploitation a augmenté, passant de 33 à 84 ha.

## Culture locale et patrimoine
Saint-Antonin abrite le plus ancien hôtel de ville de France datant du XIIe siècle. C'est une cité médiévale, dont les ruelles et venelles ont plus de huit siècles, tout un patrimoine de maisons à ogives, colombages, passages couverts et un ensemble de bâtiments classés ou inscrits aux registres du patrimoine national.

### Lieux et monuments

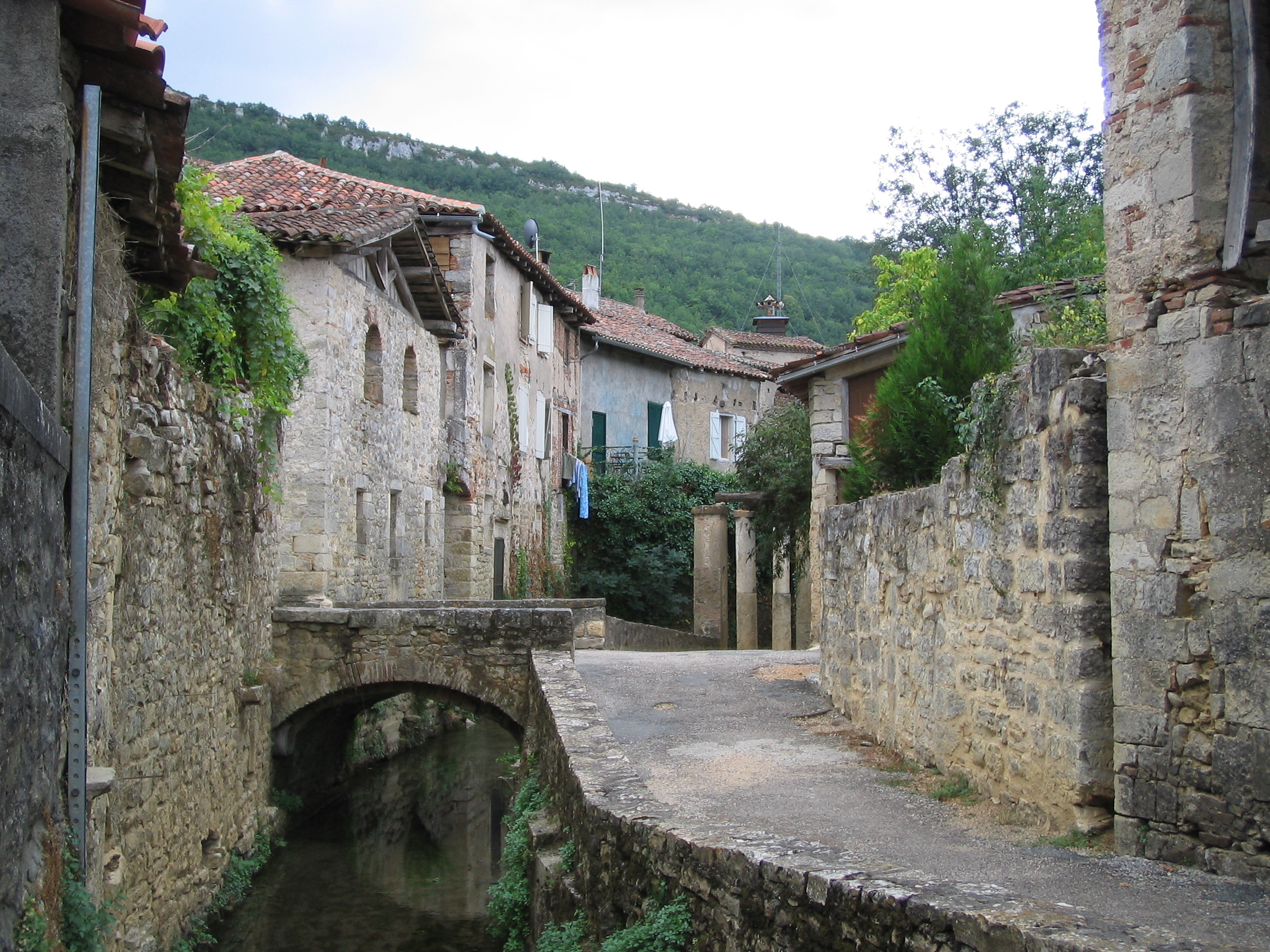
Une rue ancienne à Saint-Antonin-Noble-Val.

Saint-Antonin-Noble-Val est inscrit aux Grands Sites d'Occitanie « Bastide et gorges de l’Aveyron«

#### Monuments religieux
- Église Saint-Antonin de Saint-Antonin-Noble-Val (XIXe siècle). L'édifice néogothique est référencé dans la base Mérimée et à l'Inventaire général Région Occitanie[63]. De nombreux objets sont référencés dans la base Palissy (voir les notices liées)[63]. Dans l'église, orgue de chœur de la manufacture Puget, primé à l'exposition internationale de Toulouse en 1887. Pour cet orgue le projet de restauration par l'association des Amis de l'orgue Puget avec mécénat organisé avec la Fondation du Patrimoine a abouti à la cette restauration par le facteur d'orgue Jean Daldosso fin 2023.
- Église Sainte-Sabine de Sainte-Sabine. L'édifice est référencé dans la base Mérimée et à l'Inventaire général Région Occitanie[64]. De nombreux objets sont référencés dans la base Palissy (voir les notices liées)[64].
- Église de la Nativité-de-Notre-Dame à Servanac.
- Église Notre-Dame-du-Rosaire au Bosc de la Cam.
- Chapelle du Calvaire de Pech-Dax.
- Chapelle Notre-Dame de Saint-Antonin-Noble-Val (dans le cellier subsistant de l'ancienne abbaye).
- Temple protestant de Saint-Antonin-Noble-Val.
- Ancien couvent des Génovéfains, actuelle mairie.
- Prieuré de Costejean.
- Oratoire Notre-Dame-de-la-Salette à Servanac.
- Croix du Marché sur la place de la Halle.

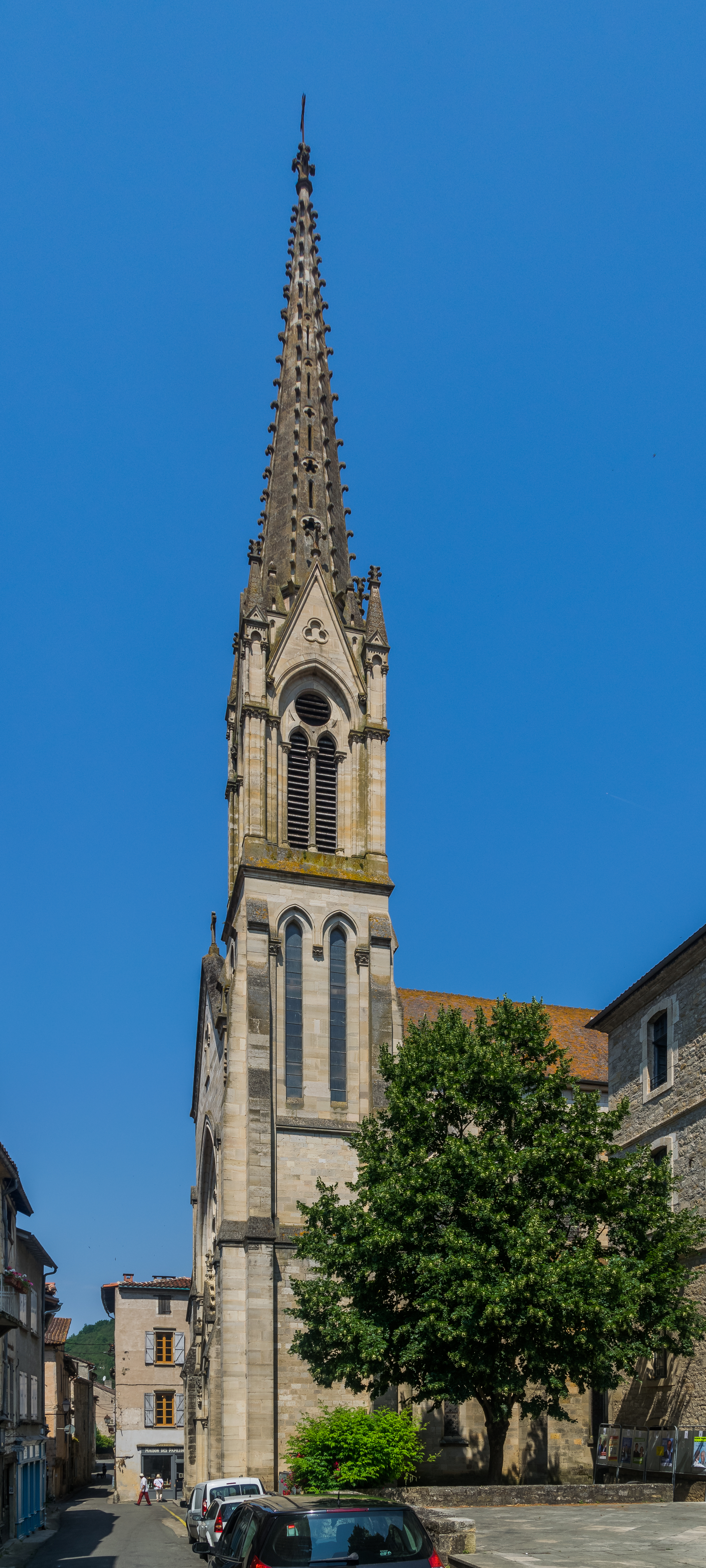
La tour-clocher de l'église Saint-Antonin
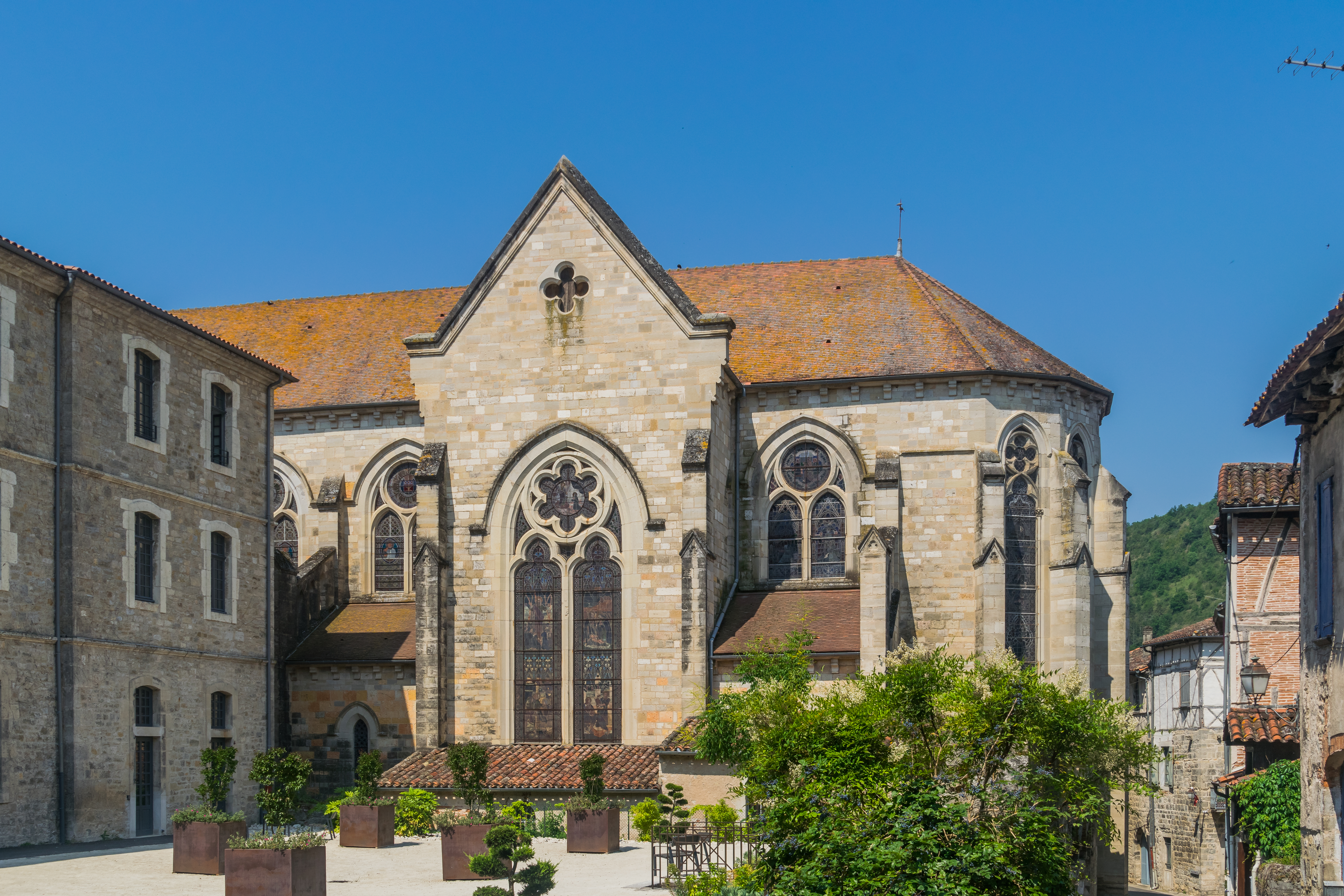
Chevet de l'église Saint-Antonin
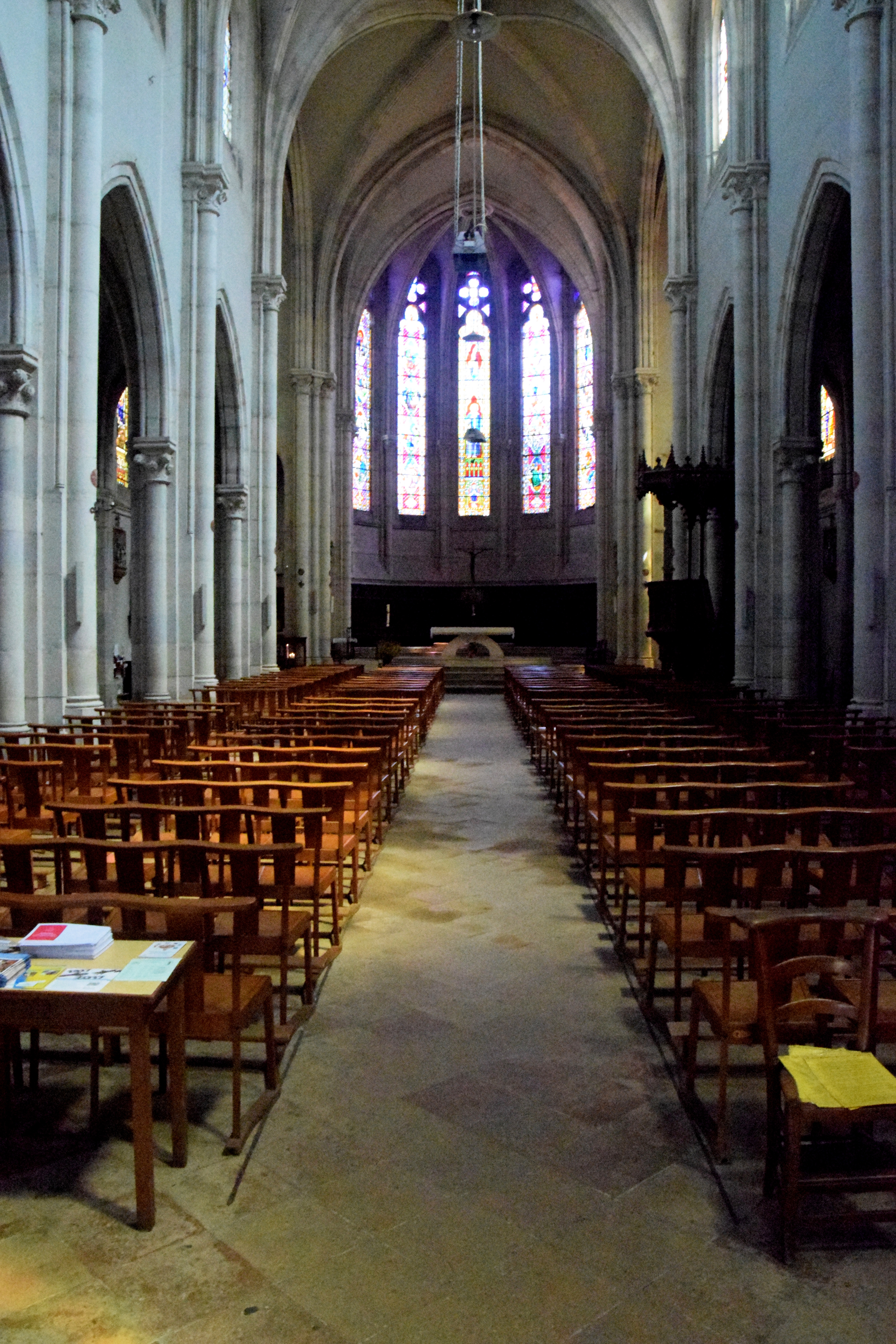
L'intérieur de l'église Saint-Antonin
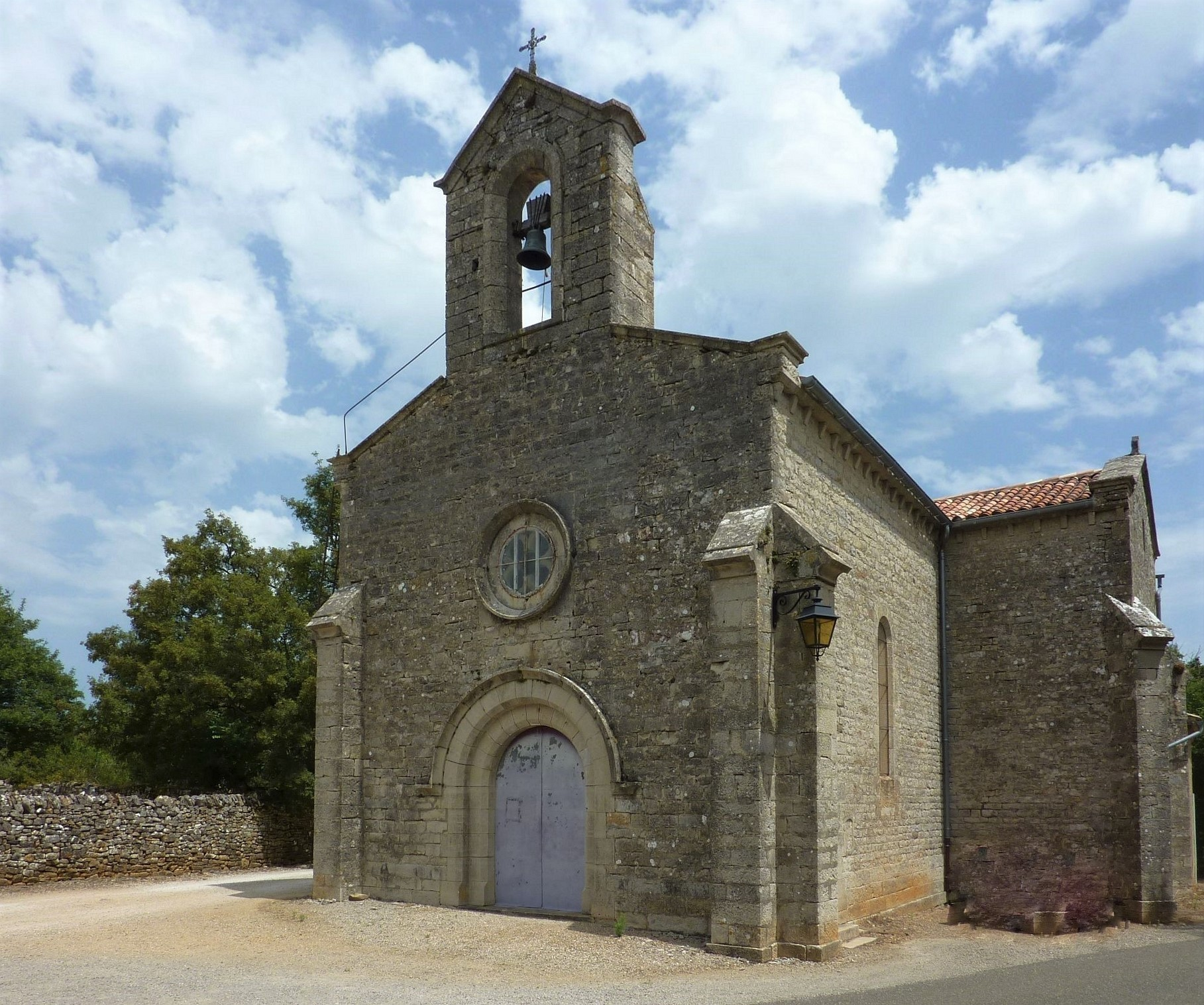
Église Sainte-Sabine
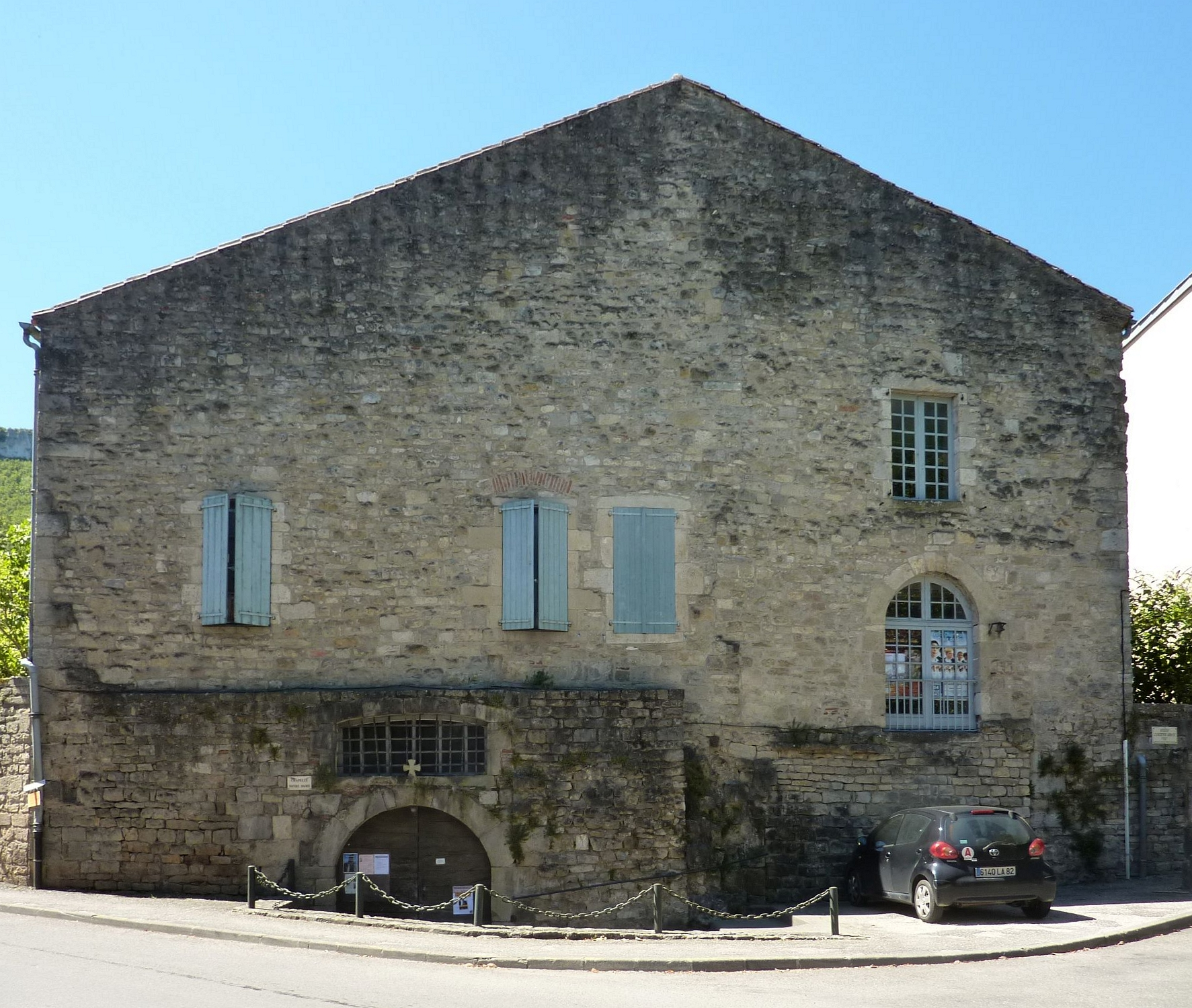
Chapelle Notre-Dame
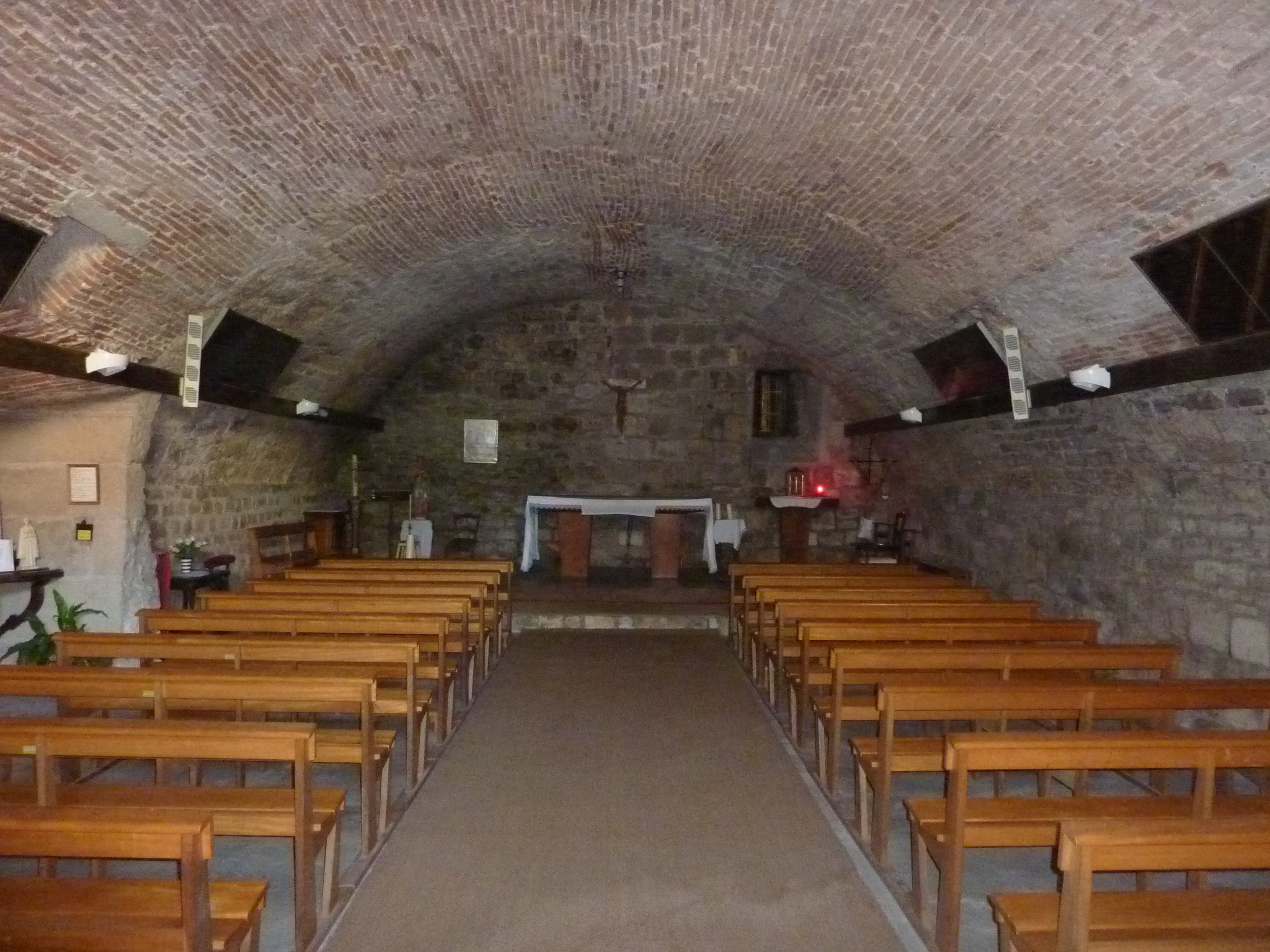
L'intérieur de la chapelle Notre-Dame

#### Monuments civils
- L'ancien palais vicomtal, bâti en 1125 à l'intention d'un seigneur nommé Archambault, puis devenu la maison du viguier des vicomtes avant d'être la maison consulaire en 1313. Quand Eugène Viollet-le-Duc est venu en 1842 pour étudier le transfert de l'abbaye de Beaulieu à Saint-Antonin, il a découvert la ville et cette maison romane qu'il a considérée comme un hôtel de ville. Pourtant sa décoration sculptée montre un programme traduisant sa fonction judiciaire. Si la façade côté place était bien conservée, l'arrière du bâtiment était en mauvais état. Il en entreprend la restauration à partir de 1846 avec l'aide de l'architecte Théodore Olivier. Elle est occupée par le musée municipal, actuellement fermé (devenant Musée de France) en attendant une réinstallation en d'autres lieux (recherche en cours).
- En plus de l'ancien hôtel de ville, plusieurs maisons sont inscrites au titre des monuments historiques :
  - maison dite Caserne des Anglais, rue Guilhem-Peyré,
  - maison Muratet,
  - maison Le Maréchal,
  - maison Leris,
  - maison de l'Ave Maria,
  - maison de l'Amour,
  - moulin à huile de la place Bessarel.
- D'autres maisons, sans être classées ou inscrites au titre des monuments historiques, présentent un intérêt architectural :
  - maison dite du Roy, place de la Jogaria ;
  - maison en pierre du XIIIe siècle au no 14 rue Guilhem-Peyré ;
  - maison à pans de bois au no 53 rue Droite ;
  - maisons de la rue de la Porte-de-Rodanèze ;
  - maison du passage de la rue Bombecul ;
  - maison des Sonnets.
- Halle.
- Pont sur l'Aveyron (pont très ancien et important pour la ville au Moyen Âge, inclus dans les fortifications) mais modifié au XIXe siècle pour le passage des charrois (dont les phosphates exploités dans les environs) vers la gare.
- Bâtiment des anciens thermes.
- Cinéma "Le Querlys" où était prévu le casino accompagnant la station thermale (fermé fin 2022).
- Moulin de Roumégous[65]. Le bâtiment actuel ressemble aux minoteries récentes, étroit avec plusieurs étages pour le blutage. Rien ne subsiste pour savoir si et comment l’énergie hydraulique était récupérée par cette installation. L'épaisseur des murs et les ouvertures sont aussi remarquables. Ce moulin n'est qu'un des nombreux moulins installés au long de l'Aveyron et de la Bonnette depuis le Moyen Âge et qui ont porté des activités variées : les seuils, pourtant peu importants, sont menacés d'effacement au nom de la continuité écologique. Le seuil de Roumégous détermine le "miroir d'eau" qui entre le site des thermes et l'allée de la gare, rive opposée, fait partie du paysage urbain.
- fours à chaux : vestige de l'activité importante et récente des chaufourniers. Le four à chaux sur l'ancienne route menant à Caussade a des carrières souterraines[66].
- lavoirs et fontaines : au moulin de Roumégous et sous la maladrerie[67] La fontaine de Roumégous est encore fréquentée par des gens qui viennent avec des bouteilles faire des réserves de cette eau réputée.
- le système de canaux qui traverse une partie de la ville, dont des sections en souterrain.
- Des anciennes tanneries qui étaient placées le long de la dérivation de la Bonnette, où se trouvent différents bacs.
- Ancienne usine Rodolausse installée fin XIXe siècle sur le site du moulin des Claustres, dépendant de l'abbaye. Devenue caserne des pompiers et désormais en attente d'une nouvelle affectation.

#### Sites
- Gisement préhistorique de Fontalès
- Belvédère du roc d'Anglars.
- Cirque de Bône.

### Cinéma
- Lieu de tournage du film Charlotte Gray sorti en 2001.
- Les recettes du bonheur y a été tourné en 2013 avec des habitants comme figurants[68].

### Personnalités liées à la commune
- Saint Antonin (ca 453 - ca 506).
- La famille de La Valette-Parisot est originaire de la commune.
- La famille huguenote de Peter Ernst von Pennavaire[69] (1680-1759), lieutenant-général prussien est originaire de Saint-Antonin-Noble-Val.
- Pierre de Castelnau-Bretenoux (1298-1333), archidiacre de la commune à partir de 1317.
- François Pomiès (1750 à Saint-Antonin-Noble-Val - 1844 au même lieu), homme politique, député de l'Aveyron de 1791 à 1792.
- Léon Pagès (1810-1887), homme politique né à Caylus, maire de Saint-Antonin-Noble-Val, député de Tarn-et-Garonne de 1876 à 1877 et de 1881 à 1885.
- Benjamin Bories (1852-1912), homme politique, député du Tarn-et-Garonne de 1910 à 1912.
- Amélie Galup (1856-1943), photographe, a réalisé de nombreux portraits dans la maison familiale située dans la commune. Son nom a été donné à la médiathèque municipale.
- Lucien Cadène (1887-1958), peintre qui s'est inspiré des paysages de la commune.
- Charles Domont (1901-1976), spéléologue né dans la commune.
- Joaquim Amat-Piniella (1913-1974), écrivain espagnol ayant passé dans la commune sa convalescence après plus de quatre ans de camp d'extermination de Mauthausen.
- Danielle Bonel (1919-2012), actrice française, secrétaire et confidente, durant 26 ans, de la chanteuse Édith Piaf.
- André Laban, né en 1928, peintre sous-marin, invité d'honneur de la semaine bleue en 2010, décédé en 2018 dans son atelier de Saint-Antonin.

### Héraldique
| Saint-Antonin-Noble-Val | Son blasonnement est : parti au 1 de gueules à trois fleurs de lis mal ordonnées d’argent ; au 2 de sable au pont de trois arches d’argent sur une rivière de même, soutenant trois tours crènelées de trois pièces aussi d’argent ; le chef d’azur pour le tout chargé de trois fleurs de lis d’or. |